# Aborto en la Comunidad de Madrid
El aborto en la Comunidad de Madrid, también conocido como Interrupción voluntaria del embarazo (IVE), es legal desde 1985, con importantes reformas en 2010. Cada región está a cargo de crear su propio sistema para la implementación de la ley de 2010 en la sanidad pública, existiendo diferencias de una región a otra.
En la Comunidad de Madrid existen dos tipos de centros que realizan abortos: los hospitales del sistema sanitario público de la región y las clínicas privadas de IVE.No todos los hospitales públicos realizan procedimientos de IVE. Algunos lo hacen de tal manera que el número de abortos que practican muchas veces no aparece en las estadísticas publicadas por el Ministerio de Sanidad. A pesar de que el servicio de sanidad pública de la región proporciona la mayor cantidad de financiación del país para servicios de IVE y que la mayoría de las mujeres obtienen derivaciones a través de la sanidad pública, la mayoría de los procedimientos de IVE en la Comunidad de Madrid se llevan a cabo en clínicas privadas.
El aborto, que se remonta a la España visigoda y que continuó durante la dictadura de Franco y la Transición Democrática, ha sido en gran medida ilegal en España. A pesar de las políticas nacionales, la realidad del acceso a los procesos de IVE ha variado mucho en España de una región a otra, tanto históricamente como en la actualidad. El primer movimiento feminista que se desarrolló en la ciudad de Madrid priorizó la educación de las mujeres, no el aborto. Esto comenzó a cambiar algo durante la Segunda República, cuando las feministas se interesaron más por el tema. Durante el período franquista, el gobierno intentó reprimir todas las formas de disidencia y fomentar la actividad reproductiva. También se produjeron sumarios administrativos locales relacionados con el aborto, siendo la provincia de Madrid una de las líderes en volumen de casos. Durante la Transición democrática, los partidos políticos y las feministas volvieron a involucrarse públicamente en la cuestión del aborto, y estos grupos abrieron tres de las primeras clínicas de planificación familiar de la región. Como el aborto seguía siendo ilegal, dos de los tres remitían a las mujeres a clínicas de Londres. Los grupos feministas de Madrid exigieron a los partidos políticos que los procesos de IVE fueran cubiertos por la sanidad pública, realizando concentraciones periódicas en apoyo del derecho al aborto. En 1986 la Clínica Dator se fundó en Madrid y se convirtió en la clínica privada de IVE más importante de la región y en un objetivo frecuente de los manifestantes contra el derecho al aborto.
A partir de la década de 1980 y durante las décadas de 1990, 2000 y 2010, la Comunidad de Madrid tendió a tener una de las tasas de aborto más altas del país, en parte debido a que las restricciones en el acceso al aborto en otras partes del país provocaron que muchas mujeres viajaran a Madrid para conseguir una IVE. Los intentos de cambiar las leyes sobre el aborto en el país llevarían a las feministas de Madrid a salir a las calles para defender su derecho a la interrupción voluntaria del embarazo. Una de las mayores protestas de este tipo fue la del 1 de febrero de 2014, el tren de la libertad. Feministas de toda España fueron a Madrid para tratar de impedir los cambios en la ley del aborto por parte del gobierno liderado por el Partido Popular.

## Contexto nacional
Históricamente, el acceso al aborto en España ha dependido del dominio masculino sobre las mujeres y sus actividades reproductivas.  El aborto se ha utilizado como un medio para afirmar el control no sólo sobre los cuerpos y la sexualidad de las mujeres, sino también para hacer cumplir las normas culturales de género y los ideales patriarcales en la sociedad en general. Si bien el aborto se utilizó como forma de control de la natalidad en España en el pasado, demógrafos y sociólogos españoles han dicho que no se utiliza de esa manera en la España contemporánea.
El aborto legal es importante porque reduce las muertes entre mujeres por complicaciones del embarazo y reduce la mortalidad infantil. En España, a mediados de la década de 1970, los abortos ilegales eran una causa importante de muerte en mujeres de entre quince y cuarenta y nueve años. El control de la natalidad tiene una tasa de mortalidad femenina mucho más baja que los abortos, y es mucho más baja que la mortalidad femenina en España por abortos ilegales.

### Historia nacional
El Liber Iudiciorum fue una recopilación de leyes visigodas del rey Recesvinto que se promulgó en el año 654. Mencionaba el aborto, el infanticidio y el homicidio en el Libro VI. La pena para quienes provocaban abortos era la muerte. En aquella época, los visigodos controlaban casi toda la actual España, Portugal y Ceuta.
La ley en España fue modificada el 24 de enero de 1941 para caracterizar el aborto como un crimen contra el Estado. Esta ley lee en parte: "La política demográfica es una de las preocupaciones fundamentales de nuestro Estado. No se concibe una política demográfica eficaz sin abordar el problema de los miles y miles de vidas que se frustran antes de nacer, por maniobras criminales. Así lo dice la experiencia y el asesoramiento de los técnicos a través de entidades científicas competentes. El estrago harto acusado en tiempos anteriores como consecuencia de un sentido materialista de la vida, adquirieron caracteres de escándalo durante el régimen republicano, agudizándose aún más escandalosamente en aquellas zonas sometidas a la dominación del Frente Popular. El Gobierno, consciente de su responsabilidad, decide combatir el crimen social que el aborto provocado representa y que impide que nazcan muchos miles de españoles anualmente." El control de la natalidad también fue ilegal en toda España durante la dictadura de Franco. En 1975, la tasa de mortalidad femenina durante el embarazo era de 23 por 100.000 mujeres, una tasa similar a la de otros países occidentales industrializados donde el aborto era ilegal.
El aborto fue despenalizado en el Código Penal por primera vez en todo el territorio español en 1985 en tres supuestos: por motivos terapéuticos, por motivos eugenésicos y en caso de violación previa denuncia policial. El aborto sólo era legal en estos casos antes de la semana 22, semana 22 y semana 12 respectivamente. La ley de 1985 exigía que cada vez que un centro de salud realizara un aborto, debía informarse al Ministerio de Sanidad. Los datos que se deben reportar incluyen la provincia donde se realizó el aborto y la provincia donde residía la mujer que abortó. Si bien el aborto fue despenalizado en 1985, no se convirtió en un servicio ofrecido por la sanidad pública hasta un cambio en la ley en 2010. Como resultado, durante este período entre 1985 y 2010, casi todos los abortos se realizaron en clínicas privadas y el precio por interrupción voluntaria del embarazo rondaba las 30.000 pesetas.
La Ley de Salud Sexual y Reproductiva y de Interrupción Voluntaria del Embarazo fue reformada en mayo de 2022 de diferentes maneras. Se abordaba específicamente la falta de centros, especialmente públicos, que prestaran servicios para la interrupción voluntaria del embarazo, en provincias que no tenían ninguna y exigían que las mujeres de esas provincias viajaran a otras provincias u otras regiones para poder acceder ese servicio. Otra reforma fue proteger a las mujeres que acudían a centros de salud para someterse a procedimientos de IVE del acoso de activistas antiaborto.
En febrero de 2023, el Tribunal Constitucional confirmó la ley de 2010 que permitía a las mujeres abortar mediante petición gratuita durante las primeras catorce semanas de su embarazo. El caso fue llevado originalmente a los tribunales por el Partido Popular en 2010, después de que el PSOE aclarara y liberalizara las leyes sobre el aborto.

### Situación jurídica
Las leyes nacionales sobre el aborto se modificaron en 2010 para permitir a las mujeres abortar libremente hasta la decimocuarta semana de embarazo sin justificación. Desde la semana catorce a la veintiuna, sólo se podrá practicar un aborto si existe una razón médica para ella, como por ejemplo que la madre esté en riesgo. A partir de la semana veintidós, sólo se podrán realizar abortos si se detectan anomalías fetales que sean incompatibles con la vida fuera del útero. Así lo confirmó el Tribunal Constitucional en febrero de 2023.
En España se apoya que los servicios de interrupción voluntaria del embarazo en la sanidad pública sean gratuitos. Esto incluye los servicios de aborto prestados en clínicas privadas tras derivaciones de médicos de la sanidad pública. Esto se debe a que estos costes los cubre la sanidad pública autonómica bajo la dirección del Sistema Nacional de Salud de España. Sin embargo, la implementación de las leyes sobre el aborto se deja en gran medida en manos de las comunidades autónomas y sus organismos sanitarios.

## Centros
El aborto es legal en España y está cubierto por el Sistema Nacional de Salud de España, pero cada región gestiona sus propios servicios para abortar a través de su consejería de salud local y los servicios de sanidad pública.
Madrid ha tenido tres tipos de proveedores de servicios para abortar: proveedores clandestinos, centros de salud públicos y clínicas privadas. La financiación para procesos de IVE desde el Servicio Madrileño de Salud (SERMAS) comenzó de forma limitada para mujeres inmigrantes económicamente desfavorecidas en la década de 1990, antes de ampliarse para incluir a todas las mujeres con necesidades económicas específicas. El proceso consistía en acudir a un médico de la sanidad pública, obtener una derivación a una clínica privada, obtener la documentación de la clínica para llevarla al SERMAS para obtener la financiación y luego regresar a la clínica privada para el procedimiento. Debido a problemas relacionados con la falta de acceso a centros públicos o privados que realicen procedimientos de IVE en otras partes de España, Madrid ha sido el lugar al que más han viajado mujeres de otras regiones para realizar procedimientos de IVE desde la Transición democrática hasta las décadas de 2000, 2010 y 2020. El número de hospitales públicos que realizan procedimientos de IVE ha ido disminuyendo con el tiempo, pasando de nueve en 2003 a tres en 2005 y 2007, y volviendo a subir a cuatro en 2022. Casi todos los procedimientos de IVE en Madrid se realizan en clínicas privadas en lugar de en la sanidad pública. Ante la falta de acceso a hospitales públicos y clínicas privadas legales, las mujeres de la Comunidad de Madrid han recurrido a abortos clandestinos.
En 2010, las mujeres que recibieron el sobre de la sanidad pública sobre las opciones para abortar recibieron más de cuarenta páginas que incluían información de asociaciones antiabortistas y nombres de clínicas para abortar que en realidad eran asociaciones diseñadas para disuadir a las mujeres. En 2014 alrededor del 40% de las mujeres de la región iniciaron el proceso para abortar en la sanidad pública.En 2019 hubo discrepancias entre el recuento total de abortos realizados en hospitales públicos de la región proporcionado al Ministerio de Sanidad y el total real, ya que algunos abortos se realizaron fuera de los registros debido a la presencia de objetores de conciencia en los hospitales públicos.
Debido a que el gobierno local no estableció ningún centro formalizado de planificación familiar en la sanidad pública en Madrid durante el período de la Transición, la planificación familiar se manejó de manera informal y no institucional. Surgieron centros comunitarios de planificación familiar para promover la salud de las mujeres en sitios como Vallecas y Entrevías. Algunos incluían personal capacitado y otros no. Estos centros comunitarios de planificación familiar ayudaron a iniciar la conversación sobre el aborto a nivel nacional debido a su franqueza al abordar el tema. Los más grandes fueron el Centro de Mujeres Federico Rubio (CMFR), el Instituto de Medicina Social vinculado al Partido Comunista de España y el Centro de Planificación Familiar Pablo Iglesias, afiliado al PSOE.La Clínica Dator fue fundada en Madrid en 1986, y se convirtió en una de las clínicas de IVE más reconocidas de la región. Las clínicas privadas de IVE se convirtieron en el blanco de activistas contra el derecho al aborto, incluidos algunos que formaban parte del gobierno local. El acoso en las clínicas continuó en la década de 2020 a pesar de un cambio en el Código Penal aprobado el 3 de febrero de 2022 que castiga a las personas que acosen a mujeres que busquen abortar en las puertas de las clínicas. El castigo por acosar a las mujeres en esta nueva ley incluye penas de prisión.

## Evolución en Madrid

### Hispania visigoda (415 - 720)
Las leyes visigodas se promulgaron en parte para invocar el favor divino y evitar infortunios como la peste, al tiempo que aumentaban los rendimientos agrícolas y ganaderos y animaban a la población a reproducirse.Si bien se afirmaba públicamente que estas leyes tenían motivos religiosos, en la práctica estas leyes tenían como objetivo proteger el crecimiento económico y demográfico y al mismo tiempo limitar los problemas sociales que pudieran interferir con la gobernanza. Al convertir a las mujeres en propiedades en lugar de personas, los reyes visigodos podrían garantizar un mejor control sobre esas áreas para proteger su economía, que dependía del crecimiento demográfico y carecía de conflictos que pudieran reducir la población. Esto fue especialmente cierto en La Carpetania, que abarcaba gran parte de las actuales regiones de Madrid y Castilla-La Mancha, en el siglo V.

### Restauración Borbónica (1873-1923)
El Novisimo Manual del Criminalista de Santiago Alvardo se publicó en Madrid en 1832. Estaba destinado a alcaldes y notarios de España para mejorar sus trabajos teóricos y prácticos relacionados con la jurisprudencia penal. Incluía una sección sobre cómo los médicos podían identificar si una mujer había tenido un aborto.
En este período Concepción Arenal y Emilia Pardo Bazán fueron importantes activistas por los derechos de las mujeres. Fueron líderes del emergente movimiento feminista que estaba surgiendo en España en este período, un movimiento menos radical en sus demandas en comparación con otros movimientos feministas emergentes en Estados Unidos y Francia. Estas primeras feministas estaban interesadas principalmente en mejorar la educación de las mujeres, la secularización de las instituciones estatales y otras reformas sociales. En gran medida, el aborto no era una preocupación, ya que estas mujeres sentían que otras cuestiones, como la educación de la mujer, eran más apremiantes.
Durante la restauración borbónica, el rey español perdonó a varios hombres condenados por realizar "abortos", es decir, asesinar a una mujer embarazada e, intencionalmente o no, a su hijo por nacer. Por ejemplo, en agosto de 1877, Juan Tarral y Rosa Mauri de Barcelona fueron indultados por el gobierno de Madrid después de haber sido condenados a dos años y cuatro meses cada uno tras una pérdida fetal que, según las autoridades, fue resultado de un aborto ilegal. En marzo de 1879, Mariano Lorenzo y Barranco fue indultado tras cumplir la mitad de su condena de seis años y un día por realizar un aborto con intención de cometer homicidio. Vicente Garrigues Paula fue condenado a muerte por la Audiencia Penal de Valencia en marzo de 1892 por el delito de homicidio y aborto por asesinato de su mujer y del feto en febrero de 1892. La pena de muerte fue posteriormente conmutada por el gobierno de Madrid en octubre de 1892. La pena de muerte impuesta a Miguel García Cuesta por parricidio y aborto fue conmutada por el Rey en Madrid en octubre de 1902.

### Dictadura de Primo de Rivera (1923 - 1930)
El 9 de febrero de 1928, el jurista Luis Jiménez de Asúa dictó una conferencia en la Facultad de Medicina de la Universidad Central titulada "Los aspectos jurídicos de la maternidad consciente". Cuatro mil personas estuvieron presentes en el discurso, donde Jiménez de Asúa atacó la posición de la Dictadura de Primo de Rivera sobre el aborto. Esto molestó a muchos hombres de derechas que acudieron a los medios de comunicación de la época para denunciarlo y reafirmar sus opiniones de que a las mujeres no se les debería permitir el acceso al aborto o tener otros derechos.

### Segunda República (1931 - 1939)
Entre las mujeres secularistas notables que abogaron por el derecho al aborto en el período de la Segunda República en Madrid se encontraban Hidegart Rodríguez y Lucía Sánchez Saornil. Margarita Nelkin y Federica Montseny fueron otras voces importantes de la izquierda que en Madrid intentaron defender la legalización del aborto durante la Segunda República. El grupo feminista anarquista Mujeres Libres también participó en los esfuerzos a nivel nacional y en Madrid para legalizar el aborto.
Durante la Segunda República, la Agrupación de Mujeres Antifascistas y Mujeres Libres militaron en Madrid, lideradas ideológicamente por Federica Montseny y Lucía Sánchez Saornil respectivamente. Las cuestiones clave para estos grupos incluían la educación de las mujeres, el derecho al voto, el derecho al divorcio y al aborto. Jugaron un papel importante a la hora de informar el debate feminista en este período, pese a que tanto Montseny como Sánchez Saornil rechazaban el término feminismo por considerarlo burgués.
Federica Montseny, la primera ministra en la historia del gobierno español, también intentó aprobar legislación en el Congreso de Diputados durante la Segunda República para decretar la libertad del aborto, a fin de proteger a la mujer que abortaba con graves riesgos. Consideraba que se trataba de una disposición importante que la Segunda República debía aprobar como ley antes que cualquier otro país del mundo.
Los debates feministas sobre el aborto y otros temas llegaron a su fin tras el fin de la Guerra Civil y el inicio de la dictadura, cuando los franquistas utilizaron todo su poder para borrar el legado de las discusiones sobre esos temas.

### España Franquista (1939 – 1975)
Durante el período franquista se ignoró la salud reproductiva de las mujeres, incluida la formación de profesionales médicos responsables de la salud sexual y reproductiva de las mujeres. Durante las décadas de 1950 y 1960, el gobierno franquista con sede en Madrid intentó prohibir todas las formas de protesta disidente, especialmente aquellas que pudieran desalentar la asistencia semanal a misa católica. Esto incluyó la mayoría de las reuniones públicas. Las enfermeras y parteras que participaron en el parto de bebés en 1953 tenían un plan de estudios nacional compartido titulado "Ayudante Técnico Sanitario". Los centros educativos que ofrecían este título eran casi siempre instituciones privadas de carácter religioso, adscritas a hospitales como el Hospital Valdecilla de Santander o el Hospital La Concha, luego Hospital Fundación Jiménez Díaz, de Madrid. Eran internados privados de pago que utilizaban un método de enseñanza victoriano. El Estado ahorró mucho dinero trasladando la formación de parteras y enfermería al sector privado. Por otro lado, los médicos varones de aquella época recibían formación gratuita en instalaciones públicas, en escuelas profesionales donde no se requería internado.

#### Enjuiciamiento del aborto
En el período comprendido entre 1971 y 1975 se abrieron procesos penales preliminares contra mujeres por presuntamente haber tenido un aborto. Asturias fue la región con más expedientes abiertos por este motivo, siendo segunda Madrid con setenta y cinco. Durante el mismo periodo, Madrid ocupó el primer puesto en diligencias previas relacionadas con el aborto con ochenta y cuatro. La provincia de Barcelona, en cambio, tenía setenta y Asturias cincuenta.
En 1971, la provincia de Barcelona impulsó los sumarios de mayor urgencia, ordinarios y demás del Título IV de la Ley de Enjuiciamiento Criminal por el delito de aborto. Ese año hubo veintiún resúmenes. Madrid estuvo en segundo lugar, con dieciocho casos. Ese año, Madrid encabezó el número de diligencias previas incoadas por el delito de aborto con trece, sólo una causa más que las incoadas en La Coruña.
Madrid y Barcelona empataron en 1972 en segundo lugar en número de sumarios de urgencia, ordinarios y otros del Título IV de la Ley de Enjuiciamiento Criminal por el delito de aborto con veintidós. Estaban detrás de Murcia donde se habían abierto veinticinco sumarios de emergencia, ordinarios y otros. Madrid lideró la otra categoría de procesos por aborto ese año, con el mayor número de diligencias previas iniciadas, dieciocho en total. Alicante quedó en un distante segundo lugar con diez casos de este tipo iniciados.
En 1973 Madrid volvió a ocupar el segundo puesto del país en número de sumarios de emergencia, ordinarios y otros del Título IV de la Ley de Enjuiciamiento Criminal por el delito de aborto, con catorce, ocho menos que el año anterior. En 1973, Asturias era la provincia con más diligencias previas incoadas por el delito de aborto con un total de treinta y nueve causas: tenía cincuenta y cuatro frente a la segunda posición de Madrid con quince y la tercera provincia de León con catorce.
En 1974, Madrid era la provincia con más diligencias previas incoadas por el delito de aborto. Aquí se abrieron dieciséis procedimientos. El Sevilla fue segundo con nueve. La provincia de Madrid lideró los sumarios más urgentes, ordinarios y otros del Título IV de la Ley de Enjuiciamiento Criminal por el delito de aborto en 1975 con catorce sumarios ese año. Asturias fue la segunda provincia con más casos con seis, ocho menos que Madrid. Asturias, sin embargo, lideró la categoría de provincia con más diligencias previas incoadas por el delito de aborto ese año con noventa y dos diligencias abiertas aquí. Madrid y Barcelona quedaron empatadas en un distante segundo lugar con trece cada uno.
| Ubicación      | Ubicación      | Año  | Año  | Año  | Año  | Año  | Año   |
| Provincia      | Región         | 1971 | 1972 | 1973 | 1974 | 1975 | Total |
| -------------- | -------------- | ---- | ---- | ---- | ---- | ---- | ----- |
| Asturias       | Asturias       | 8    | 4    | 54   | 1    | 92   | 159   |
| Islas Baleares | Islas Baleares | 0    | 1    | 0    | 0    | 0    | 1     |
| Santander      | Cantabria      | 1    | 4    | 2    | 0    | 0    | 7     |
| Logroño        | La Rioja       | 0    | 0    | 0    | 3    | 0    | 3     |
| Madrid         | Madrid         | 13   | 18   | 15   | 16   | 13   | 75    |
| Murcia         | Murcia         | 2    | 4    | 2    | 0    | 0    | 8     |
| España         | España         | 90   | 110  | 147  | 82   | 173  | 605   |

| Ubicación      | Ubicación      | Año  | Año  | Año  | Año  | Año  | Año                 |
| Provincia      | Región         | 1971 | 1972 | 1973 | 1974 | 1975 | Total por provincia |
| -------------- | -------------- | ---- | ---- | ---- | ---- | ---- | ------------------- |
| Asturias       | Asturias       | 13   | 13   | 11   | 7    | 6    | 50                  |
| Islas Baleares | Islas Baleares | 1    | 4    | 4    | 10   | 1    | 20                  |
| Santander      | Cantabria      | 2    | 0    | 0    | 1    | 2    | 5                   |
| Logroño        | La Rioja       | 1    | 0    | 0    | 0    | 1    | 2                   |
| Madrid         | Madrid         | 18   | 22   | 14   | 16   | 14   | 84                  |
| Murcia         | Murcia         | 3    | 25   | 6    | 4    | 0    | 38                  |
| Navarra        | Navarra        | 0    | 1    | 1    | 1    | 0    | 3                   |
| España         | España         | 122  | 157  | 145  | 112  | 66   | 602                 |

#### Estadísticas
En 1970, Madrid tenía la tercera tasa de natalidad más alta de España, detrás de las Islas Canarias y las regiones costeras del sur de Andalucía y Murcia.

### Transición española (1975 – 1982)
Los cambios en enfermería en la sanidad pública comenzaron a producirse tras la muerte de Franco, y continuaron hasta bien entrado el período de la Transición democrática, finalizando en 1984. Uno de esos cambios fue la creación de unidades de Formación Continua e Investigación en Enfermería en los hospitales públicos. Uno de los hospitales pioneros en establecer este tipo de unidades fue el Hospital Ramón y Cajal.
El 16 de abril de 1977, el moralista español Enrique Miret Magdalena impartió un coloquio en la Facultad de Medicina de la Universidad de Madrid sobre el tema del aborto. Fue una continuación de declaraciones suyas que habían sido impresas en la edición del 1 de agosto de 1976 del periódico Arriba, donde afirmaba que el aborto no debería ser el único método anticonceptivo disponible para las mujeres en España. Dijo que el país necesitaba establecer centros de planificación familiar que proporcionaran información sobre control de la natalidad y anticonceptivos, junto con información sobre la orientación sexual. En el momento en que hizo sus comentarios, muchos en el gobierno y la sociedad española veían el aborto como una cuestión moral y política, no sobre la salud de la mujer.
En noviembre de 1979 se llevó a cabo una encuesta de opinión pública por el Centro de Estudios Constitucionales. Se preguntó: "¿Crees que debería permitirse el aborto en España?" De los 127 encuestados de Madrid, el 17% dijo que no, el 33% dijo que sí si había peligro para la vida de la madre, el 19% dijo que si había alguna anomalía fetal, el 20% dijo que sí por libre decisión y el 12% dijo que no. La encuesta también preguntaba: "¿Está usted a favor o en contra de que se legalice el aborto en España?" Del total de 127 encuestados madrileños, el 29% dijo estar a favor, el 56% dijo que estaba en contra, el 7% no sabía y el 8% se negó a responder. Esto se compara con los totales nacionales donde el 27% dijo estar a favor, el 60% se opuso, el 8% no sabía y el 5% no respondió.Cuando el Papa Juan Pablo II visitó Madrid en 1982, habló de la importancia moral de defender a los inocentes y a los no nacidos, en alusión de los esfuerzos en España para legalizar el aborto.

#### Activismo feminista
Durante la Transición, algunas de las primeras acciones relacionadas con el derecho al aborto y la sexualidad femenina en general incluyeron dar charlas sobre el tema y trabajar para brindar a las mujeres una educación que les había sido negada durante el franquismo.
Las feministas españolas organizaron su primera conferencia en diciembre de 1975 en Madrid, un mes después de la muerte de Franco. Uno de los temas centrales fue la legalización del aborto, visto como un eje central para la reivindicación de los derechos de las mujeres en el posfranquismo. Las feministas de Madrid comenzaron a presionar al gobierno español en 1976 para que otorgara la amnistía a las mujeres condenadas por abortar durante la dictadura.
La Asociación Democrática de la Mujer estuvo involucrada en la lucha por el derecho al aborto, el derecho a las relaciones, el derecho al divorcio y en la exigencia de reformas al artículo 416 del Código Penal en Madrid, Móstoles y Santander en el período comprendido entre marzo de 1976 y junio de 1978. La Federación de Mujeres Flora Tristán fue una organización feminista que también luchó activamente por el derecho al aborto en Madrid. Ayudaron a organizar protestas en apoyo de los esfuerzos por legalizar el aborto en este período.
El 4 de mayo de 1978, las asociaciones feministas de Madrid organizaron una concentración en Madrid para exigir centros de planificación familiar, anticonceptivos gratuitos y aborto pagado por la Seguridad Social. En 1981 hubo una concentración sobre el derecho al aborto en la Sala de Togas del Colegio de Abogados de Madrid. En 1982 hubo una concentración sobre el derecho al aborto en el Ayuntamiento de Madrid.

#### Constitución española de 1978
El PSOE participó en negociaciones políticas con UCD mientras intentaban redactar una nueva constitución española en 1976. Para permitir que los empleados del sindicato hicieran huelga legalmente, el PSOE cedió en cuestiones como la legalización del aborto.
La abogada feminista Cristina Alberdi criticó el borrador de la Constitución española de 1978 en un artículo publicado en El País el 7 de enero de 1978 que decía que el proyecto constitucional no tenía en cuenta las demandas de las feministas, incluyendo el fin de los tipos de discriminación explícitos e implícitos. Uno de ellos fue la exclusión en la constitución del "derecho al control de la natalidad previa o posteriormente a la concepción".
Las feministas advirtieron que los esfuerzos de Alianza Popular para tratar de evitar cambios en las leyes de aborto de España recurriendo al Tribunal Constitucional darían como resultado la aprobación de una ley de aborto que no iría lo suficientemente lejos para permitir que las mujeres tuvieran, por primera vez, pleno control legal de su vida y sus cuerpos. Esto resultó ser cierto ya que la legislación aprobada en 1985 fue una versión diluida de sus demandas.

#### Elecciones generales españolas de 1977
El aborto fue uno de los temas clave de las elecciones generales españolas de 1977, y muchas organizaciones y partidos políticos expresaron sus puntos de vista. La legalización de la anticoncepción fue un tema abordado por los partidos principales pero que no ocupó un lugar destacado en las campañas. Las feministas madrileñas intentaron visibilizarlo. Durante un coloquio titulado "Mujeres y Política" celebrado en marzo de 1977, Carmen Vigil, representante del Colectivo Feminista de Madrid, dijo: "Si gana Alianza Popular, la mujer seguirá como en el fascismo; si gana el Centro Democrático tendremos divorcio y anticonceptivos." Carmen Díez de Rivera, directora del Gabinete Técnico del Gobierno español, dijo: "Cuando los anticonceptivos sean gratuitos, el aborto se reducirá a sus límites, porque se supone que ninguna mujer dirá: "Me gusta abortar". La posición de Alianza Popular se oponía al aborto, y su plataforma decía que el aborto debería seguir siendo considerado un delito en el Código Penal.
Durante las elecciones de 1977, el PSOE dijo que apoyaba la despenalización de los anticonceptivos y la legalización del aborto, y apoyó la creación de centros de planificación familiar. Indicaron que ya habían mostrado su apoyo estableciendo un centro de planificación familiar en Madrid y organizando coloquios y talleres sobre estos temas. El Partido Comunista de España (PCE)  apoyaba la legalización y distribución gratuita de anticonceptivos a través de la Seguridad Social y la despenalización y posterior regulación jurídica del aborto, aunque creían que esa última parte era una medida extrema e indeseable.
Los partidos de centro y de derecha tenían puntos de vista diferentes. La Unión de Centro Democrático (UCD) se pronunció en contra de la legalización del aborto pero también apoyó la despenalización y legalización de los anticonceptivos. Alianza Popular dijo que se oponía radicalmente a la legalización del aborto, alegando que era un atentado contra la vida humana y debería ser un delito en el Código Penal. Para combatir esta práctica, querían una política de formación que informara a las mujeres sobre los aspectos sexuales y fisiológicos entre una madre y su bebé. El Episcopado español expresó también durante las elecciones su posición sobre la no despenalización del aborto.
La Plataforma de Grupos de Mujeres de Madrid llevó a cabo una campaña de presión dirigida a los partidos políticos nacionales en el período previo a las elecciones generales de 1977 para defender los derechos de las mujeres. El lema de su campaña fue: "Por una sexualidad libre, información y educación sexual, anticonceptivos libres y gratuitos, aborto legal". La Unión Popular de Mujeres llevó a cabo una campaña similar, considerando "la prohibición y penalización del aborto como una clara y humillante discriminación y opresión de la mujer por el hecho de ser mujer. Estamos por el aborto libre y gratuito a cargo de la Seguridad Social, en base al justo e innegable derecho de la mujer a decidir y disponer libre y responsablemente de su propio cuerpo."

#### Centros de planificación familiar
Durante el período de la Transición, no existió la planificación familiar institucional. Surgieron todo tipo de centros para promover la salud, incluidos los de Vallecas y Entrevías. Estaban basados en la comunidad, y agunos incluían personal capacitado y otros no. Estos centros comunitarios de planificación familiar ayudaron a iniciar la conversación sobre el aborto a nivel nacional debido a su franqueza al abordar el tema. A finales de la década de 1970, algunos médicos privados prescribían anticonceptivos orales a mujeres a pesar de estar solteras.
A finales de los años 1970, había tres clínicas privadas de planificación familiar, la Clínica de Planificación Familiar Feminista Federico Rubio, el Instituto de Medicina Social y el Centro de Planificación Familiar Pablo Iglesias. El segundo tenía vínculos con el Partido Comunista de España y el tercero con el PSOE. Los dos últimos tenían acuerdos no escritos que les permitían derivar mujeres a una clínica en Londres donde algunas mujeres podían abortar sin coste alguno para ellas. En el Madrid de finales de los años 1970, un aborto médico ilegal costaba a menudo alrededor de 100.000 pesetas, pero no era extraño que algunos médicos cobraran a las mujeres hasta 300.000 pesetas.
En 1976 el Centro de Mujeres Federico Rubio (CMFR) fue fundado en Madrid por el grupo feminista Comisión de Planificación Familiar del Frente de Liberación de la Mujer, menos de un año después de la muerte de Franco, para brindar información sobre anticonceptivos y cómo realizarse un procedimiento de aborto. Las activistas que participaron en él establecieron contactos a nivel internacional, incluso con la Federación de Planned Parenthood – Región de Europa. Fueron uno de los primeros grupos en España en establecer una red de referencia a gran escala para mujeres que buscaban abortos en el extranjero y, en ocasiones, pudieron ayudar con la financiación cobrando más a las clientas más ricas y menos a las mujeres económicamente desfavorecidas; y derivando a la mayoría a clínicas en Londres.
El Instituto de Medicina Social (IMS), que era básicamente una agencia de viajes para abortar con sede en Madrid que estuvo activa en el período inicial de la Transición, y una clínica en Londres intentaron ayudar a las mujeres a abortar con un retraso mínimo después de que tomaran la decisión. A su regreso a Madrid, las mujeres que utilizaban su servicio recibían una visita ginecológica de seguimiento en la clínica del IMS, junto con una prescripción de anticonceptivos si así lo deseaban. El coste de todo lo gestionado vía el IMS rondaba las 20.000 pesetas, aproximadamente un mes de salario en aquella época. Entre el uno y el veinte por ciento de las mujeres que utilizaban el IMS recibieron ayuda financiera para viajar al extranjero y abortar en Londres.
A partir de 1982, las activistas de planificación familiar en lugares como Asturias y Madrid comenzaron a dividirse con el movimiento feminista sobre cómo se deberían proporcionar los servicios para abortar. Las activistas de planificación familiar procedían de una formación médica más tradicional, mientras que las feministas querían aportar una perspectiva explícitamente feminista al tratamiento médico de las mujeres, desarrollando sus propios planes para la salud reproductiva de las mujeres y el abordaje del tratamiento.

#### Las 11 de Basauri
Una de las luchas clave de las feministas durante la Transición fue la despenalización del aborto, tal como se trataba en los artículos 411 y 413 del código penal, que establecía que quienes abortaran y quienes practicaran abortos podían ser condenados a penas de prisión de seis meses y un día a seis años. En realidad, la ley hizo poco para frenar la práctica del aborto, ya que miles de mujeres españolas se sometían a abortos clandestinos cada año. En el caso de las 11 de Basauri, nueve mujeres fueron acusadas de abortar y dos fueron acusadas de realizar los abortos, dando lugar a una movilización feminista masiva en todo el país en apoyo de las mujeres. La sentencia judicial del caso movilizó a feministas de toda España, y dio lugar a que las mujeres intentaran cambiar las leyes nacionales y abrir un debate en la sociedad española sobre si, a nivel legal, los embriones deberían tener los mismos derechos que las mujeres, que también tienen derechos reconocidos constitucionalmente. Numerosos grupos feministas de toda España apoyaron a las mujeres procesadas en el juicio. Las mujeres de Madrid realizaron manifestaciones en apoyo a las acusadas.

#### Estadísticas
En 1978, entre las mujeres casadas de Castilla la Nueva y Extremadura, el 30% nunca había utilizado métodos anticonceptivos y el 64% no tenía hijos. Castilla la Nueva y Cataluña fueron las regiones donde la mayoría de las mujeres practicaban el control de la natalidad antes de tener su primer hijo, probablemente influenciadas en gran medida por la presencia de la ciudad de Madrid y la ciudad de Barcelona respectivamente, ya que pertenecían a estas regiones. Las mujeres casadas que no estaban embarazadas ni eran estériles en Madrid y Barcelona en 1978 tenían muchas más probabilidades de utilizar métodos anticonceptivos que mujeres similares en el resto de España. Alrededor del 62% de estas mujeres en Madrid y Barcelona utilizaron métodos anticonceptivos, mientras que el 32% de las mujeres que no tuvieron hijos utilizaron anticonceptivos.
La Comisión Pro Derecho al Aborto de Madrid estuvo activa durante el período de la Transición. Entre los miembros de esta organización se encontraban activistas como Justa Montero. En 1981, la Comisión Pro Derecho al aborto de Madrid elaboró un documento de 39 páginas que detallaba información estadística sobre el aborto en España basada en datos del Centro de Mujeres de Vallecas. Encontró que de las 820 mujeres que abortaron, el 68% estaban casadas, el 3% eran viudas y el 29% eran solteras. De las 600 mujeres sobre las que había datos disponibles, encontraron que el 86,9% había abortado antes de las 12 semanas, que el 72% había viajado al extranjero a pesar de los recursos financieros limitados para conseguir un aborto, y que el 45,69% había abortado por razones económicas.

### Felipe González (1982 – 1996)
El Instituto de la Mujer fue creado por el gobierno español en Madrid en 1983. Rápidamente se involucraron en la defensa institucional del derecho al aborto en nombre de las mujeres. Sin embargo, su enfoque inmediato e inicial fue la investigación y discusión de temas relacionados con la agresión sexual, la sexualidad femenina y los anticonceptivos como parte de su misión de promover la igualdad entre los sexos.
El 27 de junio de 1983 las Cortes despenalizaron la esterilización y cirugía transexual como parte de una reforma parcial del artículo 428 del Código Penal cuando se realiza de forma voluntaria y con el consentimiento de las partes implicadas.
En diciembre de 1986, la Coordinadora Estatal de Organizaciones Feministas realizó el "Tribunal contra las agresiones al derecho al aborto" en Madrid. Participaron más de 3.000 mujeres. En 1986, el Colegio Oficial de Médicos de Madrid honró a cuarenta y siete juristas por su activismo contra el derecho al aborto.

#### Enjuiciamiento de los abortos
Entre 1981 y 1990, se detuvo, juzgó y condenó a mujeres y personas que practicaban abortos en Barcelona, Asturias, Cantabria, Ourense, Islas Canarias, Valladolid, Salamanca, Madrid, Valencia, Alicante, Elche, Albacete, Málaga, Granada, Sevilla, Murcia, Cáceres y Zaragoza. En Valencia, Málaga y Madrid, algunos de los condenados por practicar abortos fueron enviados a prisión.
Hubo un juicio en Málaga de febrero a mayo de 1991 relacionado con el aborto. Se trataba del ginecólogo Germán Sáenz de Santamaría. Posteriormente fue indultado por el gobierno "por razones de equidad y utilidad pública". El indulto significó que no tuvo que cumplir la sentencia que le impusieron los tribunales. El gobierno buscó una razón para indultar a Germán Sáenz de Santamaría para que el ginecólogo no tuviera que cumplir toda su condena. La Fiscalía de Málaga y el Fiscal General de España, Leopoldo Torres, estaban en conflicto por el caso, y Torres finalmente tuvo que decirle a la oficina de Málaga que bajo ninguna circunstancia debían intervenir directamente en casos relacionados con el aborto sin consultar primero con Madrid.
En 1986, aparecieron grafitis feministas frente a los juzgados de Madrid exigiendo el fin de las detenciones en las clínicas abortistas.

#### Legalización nacional del aborto en 1985
En 1983, cuando comenzaron a tener lugar en el Congreso de los Diputados los primeros debates sobre la legalización del aborto en España, el obispo de Cuenca pidió públicamente al rey Juan Carlos que rechazara la ley a pesar de que dicha ley debía haber sido aprobada por el Congreso democráticamente elegido. En consecuencia, su solicitud generó una gran controversia.
En 1983, hubo una manifestación por el derecho al aborto frente al Palacio de la Moncloa y otra en el Congreso de los Diputados. La manifestación frente al Congreso fue disuelta por las Fuerzas de Orden Público debido a la percepción de presión que los manifestantes estaban ejerciendo sobre los parlamentarios.
En el período comprendido entre 1982 y 1985, se celebraron en España una serie de congresos, jornadas y otros encuentros para abordar el tema de la sexualidad y la salud de las mujeres desde una perspectiva feminista. El surgimiento de estas reuniones tuvo lugar en un contexto político en el que el PSOE ganó las elecciones generales españolas de  octubre de 1982. Su victoria dio a las feministas y a otras personas en el sector de la planificación familiar la esperanza de que se produciría en España una liberalización relacionada con los abortos y la anticoncepción bajo este nuevo gobierno de izquierda. Entre los eventos realizados en este período estuvieron las I Jornadas sobre Sexualidad en Madrid en 1983, y las I Jornadas de Mujer y Salud en 1984.
La mayoría de los grupos médicos en España se oponían a la despenalización del aborto. Estos incluían la Comisión Deontológica del Colegio de Médicos de Madrid, Médicos Cristianos de Cataluña, Real Academia Nacional de Medicina, Colegio de Médicos de Vizcaya, Real Academia de Valencia, Junta Directiva del Colegio de Médicos de Pontevedra, Ginecólogos de la Cruz Roja Madrileña, Consejo de Ayudantes Técnicos Sanitarios, Consejo General de Colegios Farmacéuticos, Federación Española de Religiosas Sanitarias y el Consejo General de Colegios Médicos. En 1984, el Congreso de Abogados Jóvenes se pronunció a favor de la legalización y regulación del aborto en España. El Colegio de Madrid y sus diecinueve abogados, entre ellos Cristina Alberdi, se pronunciaron a favor de la legalización del aborto como el menor de los dos males que afrontan las mujeres en circunstancias difíciles. También afirmaron que las mujeres deberían tener la capacidad de decidir qué hacer con sus propios cuerpos, y que ilegalizar el aborto sólo fomentaba abortos clandestinos que ponían a las mujeres en mayor riesgo que el que representaría la legalización.
En 1985, poco antes de que se legalizara el aborto, Mari Carmen Talavera murió en Madrid a consecuencia de un aborto ilegal. Su muerte dio lugar a varios cánticos feministas y a favor del aborto legal. Se realizó una protesta feminista frente al Tribunal Constitucional en defensa del aborto el 17 de abril de 1985.
El 11 de abril de 1985, el Tribunal Constitucional falló en contra de la ley que despenalizaba el aborto porque no tenía en consideración el artículo 15 de la Constitución española. El gobierno y los socialistas empiezan a trabajar inmediatamente para intentar elaborar un proyecto de ley que pudieran aprobar y que incorporara los comentarios del tribunal. El 25 de junio de 1985, el Pleno del Senado aprobó la incorporación del artículo 417 al Código Penal. El 27 de junio de 1985, el Congreso de los Diputados también aprobó la incorporación del artículo 417 aprobado por el Senado. Hubo 193 votos a favor, cincuenta y ocho en contra y ocho abstenciones.
A raíz de la aprobación de la ley del aborto en 1985, al ministro de Justicia Fernando Ledesma se le prohibió asistir a la procesión del Corpus Christi en Toledo. La revista católica Ecclessia emitió un comunicado explicando su postura: "El respecto a las creencias y a las tradiciones religiosas de la mayoría del pueblo pueden y deben los ministros, y los gobernantes en general, demostrarlo en sus acciones legislativas y de gobierno."
Tras la despenalización del aborto, durante el V Congreso Estatal de Planificación Familiar, médicos afiliados a la Clínica Dator dijeron: "Hace no muchos años vivimos en nuestros hospitales el ingreso  de pacientes febriles, sépticas, ictéricas en estado muchas veces de shock y donde desgraciadamente muchas veces la medicina ya poco tenía que hacer por ellas. Estos cuadros ya no los conocen los ginecólogos jóvenes de España, gracias a la legalización de la IVE y a la labor siempre difícil de un grupo no grande de ginecólogos en su trabajo diario en clínicas y hospitales."
En 1986, la Coordinadora Estatal de Organizaciones Feministas organizó una campaña denominada "Estamos haciendo abortos", para denunciar los límites de la ley de 1985.

##### Impacto directo en la Comunidad de Madrid
El Real Decreto 2409/1986, de 21 de noviembre que proporcionaba acreditación a los centros que realizaban abortos y las prácticas legales a su alrededor también reconocía vagamente el derecho a la objeción de conciencia en el artículo 9, que decía: "La no realización de la práctica del aborto habrá de ser comunicada a la interesada con carácter inmediato al objeto de que pueda con el tiempo suficiente acudir a otro facultativo." Paralelamente, la región también creó directrices avanzadas relacionadas con la objeción de conciencia por parte de los médicos.

#### Ley Orgánica 10/1995, de 23 de noviembre, del Código Penal
La Federación de Mujeres Flora Tristán propuso una reunión en Madrid con Izquierda Unida sobre la reforma del Código Penal de 1992, solicitando una mesa redonda de diversas asociaciones y partidos políticos para discutir las modificaciones propuestas por la Federación Internacional de Mujeres de la Carrera Jurídica. Los temas de esta reunión propuesta incluyeron el aborto, la violación y los derechos familiares.

#### Propuesta de ley de aborto de 1995
El 23 de abril de 1990, el Grupo Parlamentario Izquierda Unida-Iniciativa per Catalunya presentó una nueva propuesta sobre la regulación del aborto en las Cortes. El Grupo Parlamentario Federal Izquierda Unida-Iniciativa per Catalunya lo repitió el 22 de noviembre de 1993. El 2 de junio de 1995 presentaron su propuesta, siendo esta vez votada en sesión plenaria el 19 de septiembre de 1995. Hubo cincuenta votos a favor, ciento sesenta y tres en contra y noventa y cuatro abstenciones. Lo intentaron nuevamente en las Cortes el 12 de abril de 1996.
La Jornada Feminista Estatal se celebró en Madrid en 1993. Una de las actividades que tuvieron lugar durante el evento fue un aborto, en directa oposición a la ley, como medio para intentar implementar un cambio legal.
En noviembre de 1995, el PSOE abrió un debate en el Congreso de Diputados sobre una propuesta de ley sobre el aborto. El Partido Nacionalista Vasco-Eusko Alkartasuna (PNV), de base regional, se abstuvo en la votación sobre el avance de la legislación, mientras que los partidos nacionales del Partido Popular (PP) y el partido catalán Convergència i Unió (CiU) presentaron enmiendas a la propuesta de ley que no fueron aceptados. Si bien PSOE e Izquierda Unida querían que el Senado de España tramitara urgentemente la ley, no pudieron hacerlo porque el Senado estaba controlado por el PP con el apoyo de CiU. El Grupo Parlamentario volvió a presentar propuesta sobre la regulación del aborto en las Cortes en septiembre de 2001.

#### Estadísticas
Los investigadores y el gobierno sabían que había un subregistro del número de abortos que tuvieron lugar en España en 1990. Debido a que las Islas Canarias, Asturias, Madrid, La Rioja y las Islas Baleares tenían las tasas oficiales más altas, se asumió que el subregistro no se estaba produciendo en estas regiones.
En 1987 el noventa y siete por ciento de los abortos en la Clínica Dator se produjeron por motivos de salud física o mental de la madre. Entre 1988 y 2018, la Comunidad de Madrid informó cada año al Ministerio de Sanidad que en ella se había practicado al menos un aborto. En toda España, en el período comprendido entre 1987 y 1995, las regiones donde el embarazo tenía más probabilidades de terminar en aborto fueron Asturias, Cataluña, Madrid y Aragón. Se estima que en 1989 se realizaron 2.787 abortos en centros privados de IVE de la Comunidad de Madrid. En 1995, hubo más embarazos entre niñas adolescentes en la región que terminaron en aborto que de nacidos vivos.
| Año                  | 1987               | 1987             | 1987                   | 1990               | 1990             | 1990                   | 1995               | 1995             | 1995                   | ref     |
| Región               | Tasa de fertilidad | Tasa de embarazo | % abortos por embarazo | Tasa de fertilidad | Tasa de embarazo | % abortos por embarazo | Tasa de fertilidad | Tasa de embarazo | % abortos por embarazo | ref     |
| -------------------- | ------------------ | ---------------- | ---------------------- | ------------------ | ---------------- | ---------------------- | ------------------ | ---------------- | ---------------------- | ------- |
| Andalucía            | 23,99              | 24,34            | 0,77                   | 180.03             | 19.16            | 5.26                   | 12.48              | 16.50            | 24.00                  | [ 128 ] |
| Aragón               | 9,54               | 10,09            | 4,99                   | 7.47               | 10.24            | 26.85                  | 3.94               | 8.70             | 54.40                  | [ 128 ] |
| Asturias             | 16,73              | 21,11            | 20,63                  | 11.86              | 19.83            | 40.07                  | 6.86               | 13.40            | 48.47                  | [ 128 ] |
| Islas Baleares       | 18,32              | 19,07            | 3,70                   | 15.13              | 19.03            | 20.33                  | 9.26               | 14.32            | 35.37                  | [ 128 ] |
| Cantabria            | 12,13              | 13,88            | 12,27                  | 10.17              | 14.19            | 28.32                  | 4.80               | 7.95             | 39.02                  | [ 128 ] |
| Castilla-La Mancha   | 12,49              | 13,60            | 7,70                   | 11.29              | 13.78            | 17.71                  | 7.65               | 10.48            | 26.50                  | [ 128 ] |
| Castilla y León      | 13,34              | 15,38            | 12,88                  | 9.85               | 15.33            | 35.30                  | 5.63               | 9.73             | 41.97                  | [ 128 ] |
| Cataluña             | 10,61              | 10,87            | 1,91                   | 7.56               | 11.50            | 339.91                 | 4.83               | 11.22            | 56.83                  | [ 128 ] |
| Comunidad Valenciana | 12,24              | 14,74            | 16,85                  | 9.63               | 14.17            | 31.65                  | 6.25               | 10.78            | 41.86                  | [ 128 ] |
| Extremadura          | 24,22              | 25,01            | 2,94                   | 18.06              | 19.41            | 6.75                   | 11.63              | 15.00            | 22.15                  | [ 128 ] |
| Galicia              | 23,14              | 23,83            | 2,47                   | 15.71              | 17.06            | 7.48                   | 8.04               | 11.04            | 26.74                  | [ 128 ] |
| Madrid               | 10,68              | 14,10            | 23,88                  | 7.35               | 11.65            | 36.71                  | 4.42               | 9.01             | 50.85                  | [ 128 ] |
| Murcia               | 23,42              | 24,19            | 2,73                   | 18.90              | 20.48            | 7.20                   | 12.77              | 15.85            | 19.13                  | [ 128 ] |
| Navarra              | 7,48               | 9,63             | 22,39                  | 6.19               | 8.15             | 24.10                  | 3.29               | 4.46             | 25.00                  | [ 128 ] |
| País Vasco           | 6,86               | 8,02             | 13,92                  | 4.60               | 7.10             | 34.97                  | 2.66               | 4.75             | 43.72                  | [ 128 ] |
| La Rioja             | 11,28              | 12,77            | 10,83                  | 7.68               | 9.99             | 22.11                  | 3.75               | 6.89             | 45.59                  | [ 128 ] |

| Rango de edades | Año    | 1987               | 1987             | 1987                   | 1990               | 1990             | 1990                   | 1995               | 1995             | 1995                   | Ref     |
| Rango de edades | Región | Tasa de fertilidad | Tasa de embarazo | % abortos por embarazo | Tasa de fertilidad | Tasa de embarazo | % abortos por embarazo | Tasa de fertilidad | Tasa de embarazo | % abortos por embarazo | Ref     |
| --------------- | ------ | ------------------ | ---------------- | ---------------------- | ------------------ | ---------------- | ---------------------- | ------------------ | ---------------- | ---------------------- | ------- |
| 15-19           | Madrid | 10.68              | 14.10            | 23.88                  | 7.35               | 11.65            | 36.71                  | 4.42               | 9.01             | 50.85                  | [ 128 ] |
| 15-19           | España | 15.97              | 17.36            | 7.57                   | 11.93              | 15.07            | 20.44                  | 7.64               | 12.10            | 36.64                  | [ 128 ] |
| 20-24           | Madrid | 47.00              | 54.41            | 13.27                  | 36.64              | 46.66            | 21.16                  | 19.20              | 29.49            | 34.66                  | [ 128 ] |
| 20-24           | España | 61.42              | 67.16            | 4.63                   | 50.48              | 75.01            | 11.10                  | 28.23              | 36.52            | 22.42                  | [ 128 ] |
| 25-29           | Madrid | 105.22             | 111.42           | 5.21                   | 95.70              | 104.36           | 8.06                   | 71.29              | 80.44            | 11.21                  | [ 128 ] |
| 25-29           | España | 111.16             | 114.30           | 2.31                   | 102.38             | 108.07           | 4.94                   | 80.43              | 87.55            | 7.87                   | [ 128 ] |
| 30-34           | Madrid | 74.93              | 80.56            | 6.67                   | 77.5               | 85.01            | 8.25                   | 88.46              | 96.20            | 7.75                   | [ 128 ] |
| 30-34           | España | 73.70              | 76.41            | 3.08                   | 76.35              | 81.47            | 5.92                   | 84.18              | 90.25            | 6.43                   | [ 128 ] |
| 35-39           | Madrid | 30.34              | 34.83            | 12.30                  | 28.53              | 34.34            | 34.17                  | 40.10              |                  | 14.46                  | [ 128 ] |
| 35-39           | España | 30.26              | 32.27            | 5.52                   | 28.00              | 32.20            | 12.61                  | 31.42              | 36.16            | 12.73                  | [ 128 ] |
| 40-44           | Madrid | 6.93               | 8.73             | 19.61                  | 5.51               | 8.07             | 31.39                  | 5.31               | 8.01             | 33.07                  | [ 128 ] |
| 40-44           | España | 7.90               | 8.81             | 9.03                   | 5.80               | 7.75             | 24.22                  | 5.15               | 7.43             | 29.99                  | [ 128 ] |

| Región | Total | Ninguno usado | Sólo métodos naturales | Sólo el método de barrera | Sólo métodos hormonales | Dispositivo intrauterino | Varios métodos | No incluido ni proporcionado | Ref     |
| ------ | ----- | ------------- | ---------------------- | ------------------------- | ----------------------- | ------------------------ | -------------- | ---------------------------- | ------- |
| España | 26069 | 7827          | 4161                   | 3060                      | 848                     | 95                       | 3586           | 651                          | [ 130 ] |
| Madrid | 7063  | 2065          | 589                    | 1844                      | 820                     | 217                      | 1235           | 269                          | [ 130 ] |

| CCAA           | Total | Sólo un motivo | Sólo un motivo | Sólo un motivo | Varios motivos asociados   | Varios motivos asociados      | Varios motivos asociados | Varios motivos asociados                | Desconocida | Ref     |
| CCAA           | Total | salud maternal | violación      | riesgo fetal   | salud maternal y violación | salud maternal y riesgo fetal | violación y riesgo fetal | salud maternal, volación y riesgo fetal | Desconocida | Ref     |
| -------------- | ----- | -------------- | -------------- | -------------- | -------------------------- | ----------------------------- | ------------------------ | --------------------------------------- | ----------- | ------- |
| España         | 26069 | 25550          | 12             | 282            | 3                          | 145                           | 1                        | 0                                       | 76          | [ 130 ] |
| Aragón         | 470   | 461            | 1              | 7              | 0                          | 1                             | 0                        | 0                                       | 0           | [ 130 ] |
| Asturias       | 2525  | 2510           | 0              | 9              | 0                          | 1                             | 0                        | 0                                       | 5           | [ 130 ] |
| Islas Baleares | 414   | 388            | 0              | 25             | 0                          | 1                             | 0                        | 0                                       | 0           | [ 130 ] |
| Islas Canarias | 265   | 263            | 0              | 0              | 0                          | 2                             | 0                        | 0                                       | 0           | [ 130 ] |
| Cantabria      | 740   | 714            | 0              | 21             | 0                          | 4                             | 0                        | 0                                       | 1           | [ 130 ] |
| Cataluña       | 444   | 442            | 0              | 0              | 0                          | 1                             | 0                        | 0                                       | 1           | [ 130 ] |
| Extremadura    | 375   | 363            | 0              | 0              | 0                          | 4                             | 0                        | 0                                       | 0           | [ 130 ] |
| Madrid         | 7063  | 6927           | 0              | 85             | 0                          | 43                            | 0                        | 0                                       | 8           | [ 130 ] |
| Murcia         | 476   | 468            | 1              | 5              | 0                          | 2                             | 0                        | 0                                       | 0           | [ 130 ] |
| Navarra        | 312   | 308            | 0              | 1              | 0                          | 3                             | 0                        | 0                                       | 0           | [ 130 ] |
| La Rioja       | 133   | 132            | 1              | 0              | 0                          | 0                             | 0                        | 0                                       | 0           | [ 130 ] |
| Ceuta          | 12    | 12             | 0              | 0              | 0                          | 0                             | 0                        | 0                                       | 0           | [ 130 ] |
| Melilla        | 28    | 28             | 0              | 0              | 0                          | 0                             | 0                        | 0                                       | 0           | [ 130 ] |

| Región         | Total | 8 semanas o menos | 9 a 10 semanas | 11 a 12 semanas | 13 a 15 semanas | 16 a 20 semanas | 21 semanas of más | Desconocida | Ref     |
| -------------- | ----- | ----------------- | -------------- | --------------- | --------------- | --------------- | ----------------- | ----------- | ------- |
| España         | 26069 | 13441             | 7511           | 3283            | 891             | 305             | 61                | 577         | [ 131 ] |
| Aragón         | 470   | 196               | 141            | 74              | 22              | 9               |                   | 26          | [ 131 ] |
| Asturias       | 2525  | 1489              | 689            | 304             | 25              | 7               | 3                 | 8           | [ 131 ] |
| Islas Baleares | 414   | 188               | 118            | 59              | 19              | 9               | 93                | 18          | [ 131 ] |
| Islas Canarias | 265   | 62                | 40             | 23              | 35              | 7               | 1                 | 97          | [ 131 ] |
| Cantabria      | 740   | 359               | 256            | 86              | 16              | 17              | 2                 | 4           | [ 131 ] |
| Cataluña       | 444   | 171               | 135            | 73              | 38              | 10              | 1                 | 16          | [ 131 ] |
| Extremadura    | 375   | 172               | 116            | 90              | 20              | 10              | 1                 | 6           | [ 131 ] |
| Madrid         | 7063  | 3463              | 2312           | 789             | 327             | 94              | 23                | 55          | [ 131 ] |
| Murcia         | 476   | 246               | 114            | 69              | 18              | 4               | 0                 | 25          | [ 131 ] |
| Navarra        | 312   | 159               | 97             | 35              | 13              | 5               | 0                 | 3           | [ 131 ] |
| La Rioja       | 133   | 75                | 35             | 12              | 9               | 0               | 0                 | 2           | [ 131 ] |
| Ceuta          | 12    | 6                 | 4              | 2               | 0               | 0               | 0                 | 0           | [ 131 ] |
| Melilla        | 28    | 21                | 5              | 1               | 0               | 0               | 0                 | 1           | [ 131 ] |

| Región               | 1987 | 1988  | 1989  | 1990 | Ref     |
| -------------------- | ---- | ----- | ----- | ---- | ------- |
| España               | 1.99 | 3.07  | 3.56  | 4.29 | [ 132 ] |
| Andalucía            | 0.31 | 1.80  | 1.75  | 1.21 | [ 132 ] |
| Aragón               | 0.89 | 1.88  | 2.52  | 4.12 | [ 132 ] |
| Asturias             | 6.81 | 10.40 | 10.54 | 9.89 | [ 132 ] |
| Islas Baleares       | 1.16 | 2.88  | 3.67  | 6.56 | [ 132 ] |
| Islas Canarias       | 1.39 | 0.77  | 1.47  | 3.76 | [ 132 ] |
| Cantabria            | 3.12 | 6.46  | 6.57  | 6.13 | [ 132 ] |
| Castilla-La Mancha   | 1.63 | 2.19  | 2.68  | 2.87 | [ 132 ] |
| Castilla y León      | 2.85 | 5.52  | 5.90  | 5.88 | [ 132 ] |
| Cataluña             | 0.31 | 0.34  | 0.33  | 5.21 | [ 132 ] |
| Comunidad Valenciana | 4.14 | 4.53  | 6.51  | 6.63 | [ 132 ] |
| Extremadura          | 1.10 | 1.59  | 2.04  | 1.66 | [ 132 ] |
| Galicia              | 0.77 | 1.39  | 1.75  | 2.33 | [ 132 ] |
| Madrid               | 4.91 | 6.33  | 7.3   | 6.65 | [ 132 ] |
| Murcia               | 1.29 | 2.15  | 2.65  | 2.76 | [ 132 ] |
| Navarra              | 2.41 | 2.72  | 2.54  | 1.80 | [ 132 ] |
| País Vasco           | 1.25 | 2.81  | 3.34  | 2.99 | [ 132 ] |
| La Rioja             | 1.80 | 2.44  | 3.46  | 3.87 | [ 132 ] |
| Ceuta y Melilla      | 0.22 | 1.44  | 1.17  | 0.74 | [ 132 ] |

| Provincia/Región | Total | Menos de 15 años | 15 a 19 años | 20 a 24 años | 25 a 29 años | 30 a 34 años | 35 a 39 años | 40 a 44 años | Más de 44 años | Ref     |
| ---------------- | ----- | ---------------- | ------------ | ------------ | ------------ | ------------ | ------------ | ------------ | -------------- | ------- |
| España           | 37231 | 59               | 4920         | 100009       | 8063         | 6668         | 4982         | 2293         | 237            | [ 133 ] |
| Andalucía        | 1879  | 10               | 297          | 496          | 399          | 345          | 200          | 123          | 9              | [ 133 ] |
| Cataluña         | 6978  | 8                | 966          | 1763         | 1466         | 1294         | 1013         | 432          | 36             | [ 133 ] |
| Extremadura      | 400   | 1                | 54           | 123          | 102          | 62           | 53           | 13           | 2              | [ 133 ] |
| Madrid           | 7451  | 7                | 913          | 2064         | 1729         | 1364         | 978          | 446          | 40             | [ 133 ] |
| Murcia           | 632   | 1                | 68           | 169          | 124          | 121          | 97           | 47           | 5              | [ 133 ] |
| Navarra          | 210   | 0                | 40           | 66           | 44           | 34           | 19           | 7            | 0              | [ 133 ] |
| País Vasco       | 1485  | 3                | 218          | 475          | 332          | 222          | 155          | 72           | 8              | [ 133 ] |
| La Rioja         | 214   | 0                | 21           | 75           | 47           | 36           | 24           | 10           | 1              | [ 133 ] |
| Ceuta            | 8     | 0                | 2            | 2            | 2            | 1            | 0            | 1            | 0              | [ 133 ] |
| Melilla          | 13    | 0                | 4            | 3            | 2            | 3            | 1            | 0            | 0              | [ 133 ] |

### José María Aznar (1996 – 2004)
Uno de los retos de las mujeres inmigrantes en el Madrid de los años 2000 era que legalmente, tuvieran o no tarjeta sanitaria, en caso de emergencia tenían derecho a ser atendidas en los hospitales públicos de la Comunidad de Madrid. En última instancia, los trabajadores de la sanidad pública determinaban qué era y qué no era una emergencia; no era una decisión política relacionada con tipos específicos de situaciones. Sin embargo, esto tuvo algunas limitaciones porque el SERMAS no brindó servicios completos de emergencia reproductiva a todas las mujeres debido a las decisiones políticas del gobierno regional. Una de estas decisiones políticas fue que la píldora del día después no estaba disponible en las salas de emergencia, ni se practicaban abortos en las salas de emergencia incluso en el caso de que se requiriera atención médica inmediata para la vida de la mujer. Al mismo tiempo, los servicios de salud públicos de Madrid tampoco proporcionaban tratamiento de urgencia para las ITS, incluyendo el posible contacto sexual con alguien que fuera VIH positivo.
En algunas industrias y en algunas regiones en general, han surgido leyes laborales y contextos de negociación colectiva que reconocen la necesidad de crear algunas adaptaciones para las mujeres embarazadas, ya que de lo contrario existiría un riesgo para su salud o la salud de su feto. En 2001 entró en vigor en Madrid uno de esos acuerdos con el Convenio Colectivo del Personal Laboral de la Comunidad de Madrid, Resolución de 10 de octubre de 2001. La ley lee en parte,"Las técnicas en radiodiagnósticos y demás trabajadores expuestas a radiaciones en estado de gestación podrán trasladarse coyunturalmente y mientras dura dicho período a puesto de trabajo de administrativas."
La Sentencia del Tribunal Superior de Justicia de Navarra, Civil, de 27 de octubre de 2001 estableció que la negligencia médica no puede dar lugar a responsabilidad económica si no se produjo ningún daño como resultado de la actuación médica de la reclamante por parte del profesional médico. Este fallo fue motivo de preocupación ya que se relacionaba con los objetores de conciencia en la salud pública. Esto fue afirmado más tarde por la Sentencia del Tribunal Supremo Contencioso-Administrativo, de 26 de febrero de 2004.

#### Estadísticas
Un estudio realizado en la Comunidad de Madrid en 1996 encontró que la tasa de abortos en Madrid entre mujeres inmigrantes era de alrededor de 34 por cada 1.000 mujeres de quince a cuarenta y cuatro años. Esto fue alrededor de cinco veces mayor que el promedio nacional.
En 1996 se realizaron en Andalucía 7.217 abortos. Quince eran de residentes de Madrid. En 1998, Madrid tenía una tasa media de abortos superior a la media nacional. En 2001, las menores de Cataluña, Aragón, Islas Baleares, Madrid, Castilla y León y Asturias fueron las que más solicitaron la interrupción voluntaria del embarazo, superando la media nacional por comunidades autónomas del 49,15% de embarazos entre niñas menores que terminaron en un aborto. Entre las mujeres de entre veinte y veinticuatro años, las de Madrid y Aragón tenían más probabilidades de haber tenido un aborto en 2001, y más del cuarenta por ciento había tenido una interrupción voluntaria del embarazo.

### José Luis Rodríguez Zapatero (2004 - 2011)
Madrid creó un registro de objetores de conciencia a través del Decreto 3/2005, de 23 de mayo.
A partir de 2003, cuando Esperanza Aguirre se convirtió en presidenta de la Comunidad de Madrid, y acelerándose hasta 2007 como parte de esfuerzos internacionales coordinados, hubo un aumento en la actividad contra el derecho al aborto en la Comunidad de Madrid, dirigida tanto a clínicas que realizaban procedimientos de IVE como a mujeres que tuvieron abortos. Los abusos y acosos a los que fueron sometidas las mujeres, que incluyeron visitas de la Guardia Civil, fueron tan graves que a partir de 2007 crearon una nueva generación de mujeres en la región que partieron al extranjero a para abortar. Esta vez, en lugar de derivar a las mujeres a las clínicas de IVE de Londres, las clínicas derivaron a las mujeres que necesitaban un aborto después de la semana 22 a clínicas de París.
El acoso de grupos antiaborto, jueces y miembros de la Guardia Civil a principios de 2008 dio lugar a que se abrieran causas penales contra mujeres en Madrid y Barcelona por haber abortado por una causa no cubierta por la ley de 1985, obligándolas a proporcionar declaraciones a las autoridades legales sobre por qué tuvieron una IVE. Para las mujeres que necesitaban abortos después de la semana 22, la situación empeoró aún más porque muchas clínicas privadas se enfrentaban a problemas legales como resultado del acoso de los activistas antiabortistas, por lo que dudaron en ayudar a estas mujeres.Al final, nadie sería acusado. La concejala del Ayuntamiento de Madrid, Ana Botella, desempeñó un papel activo en los medios de comunicación y en el gobierno tratando de inflamar a los activistas antiabortistas contra las mujeres y las clínicas que realizaban IVE, hablando de cómo se practicaban abortos en fetos en el séptimo mes de embarazo, alegando que se había abierto un caso contra una clínica de la ciudad por realizar tal procedimiento a pesar de que en realidad no existía tal caso.En 2007, el Ministerio de Sanidad informó que se habían abierto 208 denuncias contra clínicas de IVE, y algunas de las denuncias iniciales se registraron después de que las autoridades recibieron correos electrónicos sobre un centro.
El 60% de las mujeres que llegaron a las clínicas privadas de IVE de Madrid a mediados de los 2000 lo hicieron sin pasar primero por sus médicos, ya fuera en la sanidad privada o pública, o a través del SERMAS. A veces llegaron a una clínica por referencia de una ONG, porque una amiga les recomendó la clínica, porque encontraron información en internet, en un periódico o encontraron la clínica en las páginas amarillas. Si una mujer llegaba a una clínica privada sin tener una derivación, muchas veces se le daba información sobre ayudas económicas del SERMAS. Solicitar asistencia financiera podía ralentizar el proceso para obtener una IVE en una clínica privada porque primero necesitaba obtenerse una cita con el SERMAS antes de poder continuar con el proceso. A quienes eran derivadas, al llegar a una clínica privada se les realizaba una ecografía y una evaluación psiquiátrica. Esto se hacía para que la información pudiera ser proporcionada al SERMAS, que financiaba el aborto.
Las menores que estaban tuteladas en la Comunidad de Madrid a mediados de los años 2000 necesitaban la aprobación de un psiquiatra. Si una menor solicitaba una IVE, sus padres a veces intentaban presionar al psiquiatra para que se lo negara. En otros casos, el psiquiatra también tuvo que determinar si la familia estaba tratando de presionarla para que abortara. Las menores bajo tutela de la Comunidad de Madrid que necesitaban abortos a mediados de la década de 2000 tenían el desafío de que el gobierno regional a menudo se los negaba. En un caso en 2007, una menor que había solicitado un aborto fue rechazada por la Comunidad de Madrid, y posteriormente sufrió un aborto espontáneo.
En 2005 una mujer boliviana de 28 años intentó abortar en Madrid. Buscó ayuda en la sanidad pública y otros organismos, y tanto su médico de cabecera como el servicio de información 010 del Ayuntamiento de Madrid y la ONG católica Cáritas le dijeron que no podía tener un aborto legal, que abortar sería delito. Al final, acudió a una clínica privada donde le dijeron que su caso específico entraba en una de las tres excepciones que permitían un aborto legal. La desinformación, los objetores de conciencia y la pereza de los profesionales provocaron casos como el de la boliviana en Madrid en aquel momento, situación que perjudicaba especialmente a poblaciones ya desfavorecidas.
En 2005, los arzobispos de Madrid, Toledo y Valencia denunciaron lo que consideraban una "cultura laica" y la calificaron de "fraude" que "lleva a la desesperación mediante el aborto, el divorcio exprés y las ideologías que pretenden manipular la educación de la juventud". Predijeron que estas cosas conducirían al colapso de la democracia en España.

#### Reforma de la ley nacional de aborto de 2010
En 2005 la Coordinadora Estatal de Organizaciones Feministas inició en Madrid una nueva campaña para despenalizar totalmente el aborto y garantizar que los procedimientos de IVE se realizaran en los centros de salud públicos.
Esquerra Republicana, Izquierda Unidad e Iniciativa Per Vatalunya-Verds (ER-IU-ICV) trabajaron en disposiciones para legislar mejor el aborto en el Congreso de Diputados. La realización de una subcomisión para estudiar y sacar conclusiones sobre la forma de modificar la ley fue aprobada en Sesión Plenaria el 16 de octubre de 2008. La subcomisión quedó formalmente constituida el 22 de octubre de 2008 y celebró su primera reunión, una de nueve en total, el 30 de octubre de 2008.
Las propuestas del PSOE en el período comprendido entre 2008 y 2010 estuvieron relacionadas con la salud reproductiva de las mujeres y los derechos de las mujeres relacionados con el aborto, buscando aprobar una revisión de la ley de 1985 en el Congreso de Diputados; la revisión habría dado a las mujeres la posibilidad de abortar basándose en la libertad de decisión y no les habría exigido que cumplieran condiciones específicas.En 2009, el gobierno socialista comenzó a liberalizar las leyes actuales sobre el aborto, enviando una nueva ley a la cámara baja del Parlamento que permitiría brindar servicios de aborto electivo para embarazos hasta la decimocuarta semana. El gobierno casi logró reducir la edad de consentimiento para el aborto a 16 años, pero al final el proyecto de ley estableció que las menores de 16 y 17 años deben informar a sus padres, pero no necesitan el consentimiento de los padres, para abortar, excepto si la menor proviene de un hogar abusivo y esa noticia causaría más conflictos. La ley fue aprobada por el Consejo de Ministros el 26 de septiembre de 2009.La ley obtuvo la aprobación final el 24 de febrero de 2010.El Partido Popular, con sede en Madrid, y el gobierno regional de Navarra presentaron un recurso ante el Tribunal Constitucional el 1 de julio de 2010 como parte de sus esfuerzos para impugnar la nueva ley del aborto que debía entrar en vigor el 1 de julio de 2010.
Después de que se hiciera público que la ley había sido aprobada por el Consejo de Ministros, tanto las feministas como la Iglesia Católica Romana comenzaron a movilizar a sus partidarios. En respuesta al impulso del PSOE para reformar las leyes sobre el aborto en 2009, se fundaron nuevos grupos a favor del aborto y grupos en contra. Uno de esos grupos fue REDMADRE, un grupo creado por la asociación ultracatólica Foro de la Familia que apoyaba a mujeres que tenían embarazos no deseados con dificultades.
En respuesta a las reformas propuestas, los activistas católicos antiabortistas organizaron varias manifestaciones. Una tuvo lugar en Madrid el 29 de marzo de 2009 bajo el nombre "Marcha por la Vida". Una segunda tuvo lugar el 17 de octubre de 2009 con el nombre "Cada Vida Importa". El propósito de estas marchas era presionar a los diputados y senadores para que no aprobaran las reformas que liberalizarían las leyes de aborto en España.Esta marcha atrajo a unas 56.000 personas. Se estima que un millón de manifestantes salieron a las calles de Madrid en algún momento para protestar por los cambios propuestos a la ley del aborto.
Algunas asociaciones médicas profesionales creían que la competencia de crear una lista de objetores de conciencia les pertenecía a ellos y no a un organismo sanitario regional. El Colegio de Médicos de Madrid creó una lista abierta de objetores de conciencia, que incluía el nombre completo del profesional médico, su número de colegiado y las situaciones concretas por las que no realizarían abortos. Esto fue creado en respuesta a la ley de 2010. Si bien estos grupos pudieron haberlo hecho, en 2011 no habían presentado ninguna competencia de protección de datos ante la Agencia Española de Protección de Datos.
Un aspecto de la Ley Orgánica 2/2010, en comparación con la ley de 1985, fue que permitía que se enseñara salud sexual y reproductiva en las escuelas, y que dicha educación pudiera mencionar el aborto. Sin embargo, la implementación real de esto se dejó en manos de los sistemas educativos regionales. En Madrid no existe un programa regional de salud sexual y reproductiva. Fue diseñado escuela por escuela, a veces utilizando planes de estudio de organizaciones sin fines de lucro. Tampoco se exige la inclusión de referencias al aborto.
Como parte de los cambios a la ley de 2010, el artículo 14 exigía que las mujeres que deseaban abortar recibieran un sobre cerrado que contenía información sobre las ayudas públicas disponibles durante el embarazo y parto, información sobre derechos laborales durante el embarazo y la maternidad, incluidas prestaciones públicas para el cuidado de los hijos, beneficios fiscales y otra información sobre incentivos relacionados con el parto. También se exigió que se les diera información sobre los centros a los que podían acudir para obtener información sobre anticoncepción y sexo seguro. Por último, se exigía que se les proporcione información sobre los lugares a los que pueden acudir para obtener asesoramiento y asistencia antes y después de la interrupción del embarazo. La información que figura en el sobre de Madrid en 2021 incluye información sobre anticoncepción y sexo seguro. No tiene una lista de centros donde recibir asesoramiento antes y después de un aborto. La lista de centros también incluye aquellos que la ley no exige, incluidos los centros religiosos afiliados. Esto se encuentra en “Entidades especializadas en la atención profesional y urgente a la embarazada y madre en la Comunidad de Madrid.”  Estos grupos incluyen organizaciones antiaborto como la Fundación para la Defensa de la Vida, la Fundación Red Madre y la Fundación Vida, que en realidad no ofrecen IVE y, en cambio, intentan convencer a las mujeres de que no aborten. Después de que las mujeres reciben la carta, deben esperar tres días para reflexionar sobre su decisión antes de que se les pueda practicar un aborto.En 2024, se informó de que los hospitales públicos Puerta de Hierro y Gregorio Marañón entregaban sobres con información desactualizada de la ley de 1985 como si fuera la ley en vigor.

#### Estadísticas
En 2005, Madrid tenía una tasa media de abortos superior a la media nacional. Esto siguió siendo así en 2009. En 2005, la razón citada para más del 95% de los abortos realizados en la región fue la salud materna. El 25,28% de las mujeres que abortaron en la Comunidad de Madrid en 2005 tenían entre 20 y 29 años. El 11,11% eran menores de 20 años. El 47,6% de las mujeres que abortaron en la región en 2005 no tuvieron hijos, mientras que el 30,9% tuvo uno o dos hijos. Para el 65,6% de las mujeres, el aborto que tuvieron en 2005 fue el primero que tuvieron mientras que para el 23,6% fue el segundo aborto. El 71,1% de las mujeres que tuvieron una IVE ese año no utilizaron un centro de planificación familiar, cifra superior al promedio nacional de 58,9%. En 2006, 792 niñas menores de edad residentes en la región abortaron. Esto representó el 4,11% de todos los abortos realizados por mujeres que vivían en la región ese año. Cataluña tuvo en 2009 la tasa más alta de abortos por cada 1.000 mujeres de 15 a 44 años. La tasa fue de 16,1 abortos por cada 1.000 mujeres. Murcia tenía la segunda tasa más alta con 15,0 abortos por cada 1.000 mujeres y Madrid tenía la tercera tasa más alta con 14,5 abortos por cada 1.000 mujeres.
A nivel nacional, Madrid fue la comunidad donde más procesos de IVE se realizaron en 2009, representando el 12,81% del total en España ese año.

### Mariano Rajoy (2011 - 2018)
Durante el gobierno de Mariano Rajoy, casi toda la información sobre anticonceptivos de última generación disponibles en el sistema sanitario público de la región fue retirada de los puntos de información sanitaria de la sanidad pública, y se dejaron de financiar políticas específicamente dirigidas a proteger la libertad y la salud sexual, poniendo en riesgo a grupos vulnerables a problemas de salud sexual y reproductiva como adolescentes y mujeres inmigrantes.
Las feministas y los grupos feministas en las universidades de Madrid desempeñaron un papel importante en el debate sobre la importancia del aborto legal y la movilización de las mujeres para garantizar que no hubiera retrocesos en los derechos de las mujeres en relación con el aborto en España en la década de 2010. Un ejemplo de ello fue cuando Celia Amorós hizo una ponencia sobre el aborto el 8 de marzo de 2013, Día Internacional de la Mujer, en el Departamento de Filosofía de la Universidad Complutense de Madrid. Otro ejemplo fue cuando detenidas estudiantes feministas fueron en la capilla católica del campus de Somosaguas de la Universidad Complutense en septiembre de 2013 durante una protesta por el derecho al aborto.
Como parte de sus esfuerzos para aprobar la Ley 11/2009, de 1 de diciembre en Murcia, el Foro de la Familia creó la Fundación REDMADRE en marzo de 2008. Siempre tuvo la intención de ser una organización nacional que ayudara a estigmatizar y tratar de limitar el acceso al aborto a nivel regional, al mismo tiempo que intentaba cambiar la ley para criminalizar el aborto. Consiguieron que los legisladores regionales cambiaran las leyes en las Islas Canarias, Castilla-La Mancha, Castilla y León, Valencia, La Rioja, Madrid y Murcia.
En la década de 2010 y principios de la de 2020, fue muy fácil para los activistas contra el derecho al aborto en Madrid atacar los centros que proporcionaban servicios de interrupción voluntaria del embarazo porque solo había siete clínicas autorizadas en la región. En 2018, las mujeres de la provincia de Albacete también se enfrentaron a menudo a manifestantes en clínicas de su propia región. Este comportamiento disuadió a algunas mujeres de acudir a sus clínicas locales, optando en cambio por intentar hacerse un aborto en centros de salud públicos de Valencia, Murcia y Madrid, donde tendrían más anonimato.

#### Las reformas propuestas por Ruiz-Gallardón en 2014 y la respuesta feminista

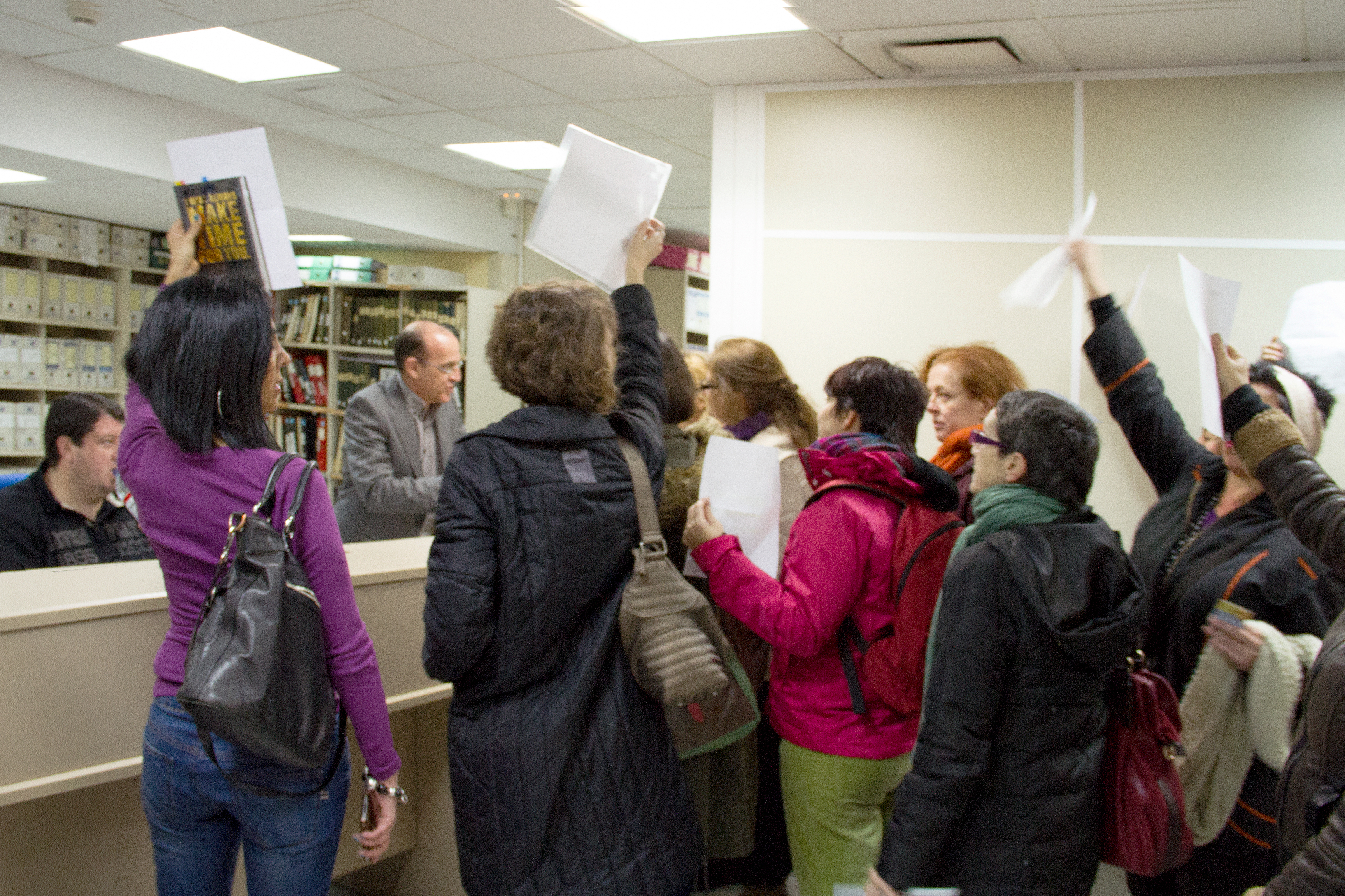
Yolanda Domínguez en el Registro de la Propiedad en 2014.

En diciembre de 2013, el Consejo de Ministros del Partido Popular aprobó un proyecto de ley llamado la Ley Orgánica de Protección de los Derechos del Concebido y la Mujer Embarazada. La ley representaba un retroceso de los derechos de las mujeres en España en lo que respecta al aborto, con la intención de dar marcha atrás a las reformas de la ley de 2010. El esfuerzo por cambiar la ley fue impulsado en gran medida por el ministro de Justicia, Alberto Ruiz-Gallardón. El proyecto de ley permitía el aborto en determinadas circunstancias específicas, como si una mujer había sido violada hasta la semana dieciséis de embarazo o si había "menoscabo importante y duradero" para la salud física o mental de la mujer o del feto hasta la semana veintidós del embarazo con al menos tres profesionales médicos aprobándolo. Incluso entonces, el proyecto de ley decía que si las mujeres recibían ese diagnóstico sobre su salud de su médico original y de otros dos de los centros de salud que tenía que visitar para la evaluación, la mujer tendría que recibir información verbal sobre las alternativas al aborto y esperar siete días antes de que pudiera completarse el procedimiento. En aquel momento, el tiempo de espera para la contemplación era de tres días. El proyecto de ley también estipulaba que las menores debían obtener el consentimiento de sus padres o tutores legales antes de someterse a un aborto. El proyecto de ley permitía el procesamiento penal de mujeres que tuvieran abortos que no cumplieran con estos requisitos, y decía que los médicos que realizaran abortos fuera de los nuevos requisitos legales podrían recibir penas de prisión de uno a ocho años. Además, el proyecto de ley prohibía a cualquier centro médico anunciar que ofrecía procedimientos de IVE. No hubo unidad partidaria en lo que respecta al apoyo a la ley propuesta. La madrileña Cristina Cifuentes lo criticó.
Las feministas de la región se movilizaron en 2013 y 2014 en respuesta a los cambios propuestos en la ley del aborto por Alberto Ruiz-Gallardón, siendo en algunos casos las movilizaciones más grandes desde mediados de la década de 1980. FEMEN, un colectivo feminista fundado en mayo de 2013, irrumpió en el Congreso de Diputados durante una sesión de control en la que estaba presente Ruiz-Gallardón en octubre de 2013. La frase "el aborto es sagrado" estaba pintada en los cuerpos de las activistas, quienes también la gritaron.
Tras los cambios propuestos por el ministro Alberto Ruiz-Gallardón, las feministas de Madrid se reunieron frente a la embajada de Francia en la ciudad. Su objetivo era pedir al gobierno francés que prometiera protección legal y asilo por motivos de salud si la ley se aprobaba y las mujeres se veían obligadas a abandonar España para abortar o hacerse un aborto clandestino en España. Un miembro del personal de la embajada se reunió con las mujeres de la Plataforma Decidir, que le entregaron una carta exponiendo su solicitud.
Después de que la artista visual y activista por los derechos de las mujeres Yolanda Domínguez hiciera una llamada a la acción tras los cambios propuestos por  Ruiz-Gallardón, las mujeres en Bilbao, Madrid, Zaragoza, La Coruña, Barcelona y Sevilla simultáneamente acudieron a sus Oficinas del Registro de la Propiedad locales en febrero de 2014 para registrar el libre uso y posesión de sus propios cuerpos; su objetivo era dejar constancia del hecho de que sus cuerpos femeninos les pertenecían y que nadie más debería tomar decisiones al respecto por ellas.
El 20 de diciembre de 2013 tuvieron lugar en Madrid un par de protestas en apoyo del derecho al aborto. Una fue por la mañana en el Palacio de la Moncloa y la otra por la tarde frente al Ministerio de Justicia. El grupo antiabortista Derecho de la vida realizó su propia protesta esa tarde en la Escuela de Estadísticas.
El aborto fue un tema clave para las manifestantes feministas en la protesta del 8 de marzo del Día Internacional de la Mujer. A ellas se unieron mujeres de todo el mundo en protestas frente a las embajadas españolas.Las feministas católicas que apoyaban el derecho al aborto y se opusieron a la "Ley del Aborto de Fachardón" organizaron protestas durante la Semana Santa de 2014. Una de esas acciones tuvo lugar en Madrid con un grupo llamado "Cofradía del Santísimo Coño de todos los Orgasmos".

##### Tren de la Libertad
La Tertulia Feminista Les Comadres de Gijón participó en una serie de actividades que sirvieron de puente teórico y práctico para que muchas feministas de la zona pudieran comprender cómo los derechos de las mujeres y las demandas feministas se conectaban con el derecho al aborto. Esto incluyó participar en eventos que condenaban la violencia contra las mujeres y obtener ayuda del Gobierno del Principado de Asturias y del Ayuntamiento de Gijón para publicar varios libros a principios de la década de 2000. Dos veces al año, el grupo también se reunió con el Consejo Asturiano de la Mujer donde expresaron la necesidad de estar preparados para una acción inminente si hubiera un movimiento para restringir el acceso al aborto en España. Fue durante una de las reuniones con el Consejo Asturiano de la Mujer cuando a la Tertulia Feminista Les Comadres de Gijón se le ocurrió la idea del Tren de Libertad, con Madrid como última parada.
El 1 de febrero de 2014, la Tertulia Feminista Les Comadres de Gijón organizó una multitudinaria manifestación en Madrid pidiendo la retirada del anteproyecto de ley del aborto presentado por el ministro de Justicia, Alberto Ruiz-Gallardón, y exigiendo su dimisión, además de defender la ley vigente, que había estado en uso desde 2010. La protesta fue una iniciativa surgida en Asturias de la Tertulia Feminista Les Comadres y la organización Mujeres por la Igualdad de Barredos. A ella se sumaron numerosas organizaciones de mujeres, organizaciones feministas y entidades implicadas en la lucha por los derechos sexuales y reproductivos en toda España, que alquilaron trenes y autobuses para llevar a los participantes al evento central de la Cumbre de Madrid. El evento también contó con el apoyo de partidos de oposición y sindicatos. La manifestación comenzó en el Paseo del Prado y se extendió hasta el Congreso de los Diputados, donde un grupo de representantes feministas presentó el manifiesto "Porque yo decido" —escrito por Alicia Miyares, filósofa y escritora feminista, y que detalla las reivindicaciones de los manifestantes— al Registro del Congreso a la atención del Presidente del Gobierno, del Congreso, de la Ministra de Sanidad, Ana Mato, y del ministro de Justicia, Alberto Ruiz-Gallardón.

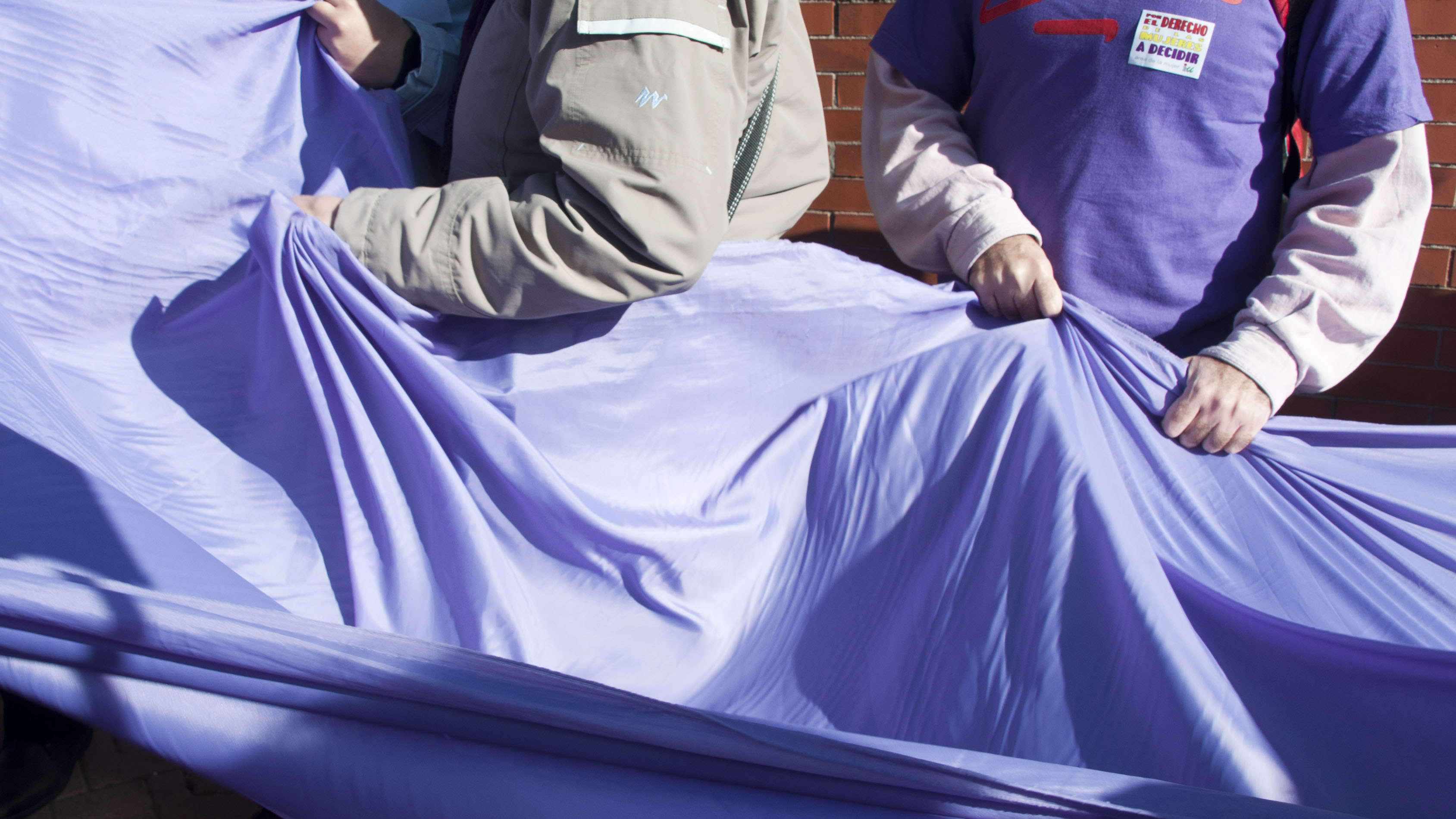
El tren de la libertad fue una de las mayores movilizaciones de feministas en España, con mujeres el 1 de febrero de 2014 que comenzaron en Gijón y se dirigieron a Madrid para exigir el derecho a abortos seguros y legales. El tren se detuvo en Valladolid.

El plan original de la Tertulia Feminista Les Comadres de Gijón era proporcionar 150 asientos en autobuses y trenes para transportar mujeres de Asturias a Madrid para la protesta. Rápidamente descubrieron que necesitaban aumentar esas cifras, especialmente a medida que más mujeres de toda España y Europa comenzaron a organizarse en apoyo de su esfuerzo.
Alberto Ruiz-Gallardón, que se encontraba en esos momentos en Valladolid, respondió a la manifestación y manifestó su intención de completar la reforma de la ley contra la que protestaba la manifestación:

Tenéis mi compromiso personal que no habrá ni un grito ni ningún insulto que a este ministro le vaya a hacer abdicar del compromiso de cumplir el programa de regular los derechos de las mujeres y del concebido.

El tren, la reunión con los miembros del Congreso de Diputados y la celebración de una tertulia donde se leyó un manifiesto no fue el final del activismo de las mujeres en torno al evento. Las organizadoras también presentaron una denuncia penal contra el obispo de Alcalá de Henares, Juan Antonio Reig Plà, por los comentarios que hizo comparando el tren con los trenes de la Alemania nazi donde los judíos eran enviados al campo de concentración de Auschwitz. Fueron secundadas en su denuncia penal por la Plataforma Decidir nos hace libres y Mujeres Cineastas, y fue financiada mediante micromecenazgo. Su principal argumento fue que los derechos fundamentales de las mujeres no deberían estar sujetos a límites por parte de los fundamentalistas religiosos o políticos.
Alberto Ruiz-Gallardón finalmente se vio obligado a dimitir de su cargo en septiembre de 2014 tras fracasar en su capacidad para impulsar los controvertidos cambios a las leyes de aborto de España. El cambio de ley propuesto había empoderado al PSOE y creado divisiones internas dentro de su propio partido.

#### Estadísticas
Entre 2010 y 2014, el 84,60% de los abortos en Madrid se realizaron a petición de la mujer. En el mismo periodo, el 11,87% de los abortos en Madrid se realizaron por riesgo para la salud o la vida de la mujer embarazada. En 2010 se realizaron 113.031 abortos en España. En 2014, el nivel nacional había caído un dieciséis por ciento a 94.706 abortos. En este periodo comprendido entre 2010 y 2014, Andalucía, Asturias, Islas Baleares, Islas Canarias, Cataluña, Madrid y Murcia se situaron por encima de los 11 abortos por cada 1.000 mujeres residentes.
En 2014 había un centro de salud público autorizado para realizar abortos en la región y siete clínicas privadas autorizadas para realizar abortos. El 99,94% de las IVE en la región se realizaron en clínicas de IVE privadas. En 2014, sólo el 40,05% de las mujeres madrileñas acudieron a un centro de salud público como primer paso para intentar abortar.
Madrid fue una de las pocas regiones en 2014 donde la mayoría de las mujeres que abortaron en la región no eran ciudadanas españolas ni nacieron en España. Sólo el 45,78% de las mujeres que abortaron ese año en Madrid nacieron en el país. El porcentaje de mujeres inmigrantes que abortaron en la región en 2014 estuvo por debajo del cincuenta por ciento, suponiendo el 43,09% de los 16.537 abortos ocurridos en Madrid ese año.
La dilatación y aspiración fue el método IVE más utilizado en Madrid en 2014, superando el porcentaje nacional con una tasa del 73,68%. Con un 22,50% de los abortos en Madrid en 2014 utilizando el método de dilatación y evacuación, la región lideró la mayoría de las regiones donde se disponía de datos en el uso de este método.
| Procedimiento quirúrgico                    | Urgente | Urgente | Urgente | Programado | Programado | Programado | Total | Total | Total | Ref             |
| Procedimiento quirúrgico                    | 2011    | 2012    | 2013    | 2011       | 2012       | 2013       | 2011  | 2012  | 2013  | Ref             |
| ------------------------------------------- | ------- | ------- | ------- | ---------- | ---------- | ---------- | ----- | ----- | ----- | --------------- |
| Cerclaje cervical                           | 0       | 0       | 0       | 3          | 2          | 3          | 3     | 2     | 3     | [ 189 ] [ 190 ] |
| Dilatación y curetaje                       | 106     | 111     | 113     | 7          | 0          | 0          | 113   | 111   | 113   | [ 189 ] [ 190 ] |
| Reparación vaginal de desgarro/hematoma     | 4       | 2       | 9       | 0          | 0          | 0          | 4     | 2     | 9     | [ 189 ] [ 190 ] |
| Drenaje del hematoma de la pared poscesárea | 1       | 0       | 0       | 0          | 0          | 0          | 1     | 0     | 0     | [ 189 ] [ 190 ] |
| Histerectomía puerperal                     | 0       | 0       | 0       | 0          | 1          | 0          | 0     | 1     | 0     | [ 189 ] [ 190 ] |

| Región / Edad   | 16 años | 17 años | 18 años | 19 años | ref     |
| --------------- | ------- | ------- | ------- | ------- | ------- |
| Andalucía       | 213     | 400     | 579     | 617     | [ 191 ] |
| Castilla y León | 27      | 54      | 83      | 81      | [ 191 ] |
| Cataluña        | 223     | 319     | 488     | 616     | [ 191 ] |
| Valencia        | 143     | 161     | 258     | 299     | [ 191 ] |
| Madrid          | 188     | 288     | 442     | 502     | [ 191 ] |
| Navarra         | 13      | 25      | 28      | 47      | [ 191 ] |
| País Vasco      | 49      | 66      | 103     | 118     | [ 191 ] |

| CCAA                 | Centros de salud públicos | Clínicas privadas | ref     |
| -------------------- | ------------------------- | ----------------- | ------- |
| Total                | 99                        | 92                | [ 185 ] |
| Andalucía            | 1                         | 6                 | [ 185 ] |
| Aragón               | 0                         | 2                 | [ 185 ] |
| Asturias             | 6                         | 3                 | [ 185 ] |
| Islas Baleares       | 7                         | 3                 | [ 185 ] |
| Islas Canarias       | 5                         | 4                 | [ 185 ] |
| Cantabria            | 2                         | 1                 | [ 185 ] |
| Castilla-La Mancha   | 0                         | 2                 | [ 185 ] |
| Castilla y León      | 1                         | 3                 | [ 185 ] |
| Cataluña             | 52                        | 21                | [ 185 ] |
| Comunidad Valenciana | 9                         | 14                | [ 185 ] |
| Extremadura          | 0                         | 1                 | [ 185 ] |
| Galicia              | 5                         | 4                 | [ 185 ] |
| Madrid               | 1                         | 7                 | [ 185 ] |
| Murcia               | 0                         | 5                 | [ 185 ] |
| Navarra              | 1                         | 0                 | [ 185 ] |
| País Vasco           | 8                         | 6                 | [ 185 ] |
| La Rioja             | 1                         | 0                 | [ 185 ] |
| Ceuta                | 0                         | 0                 | [ 185 ] |
| Melilla              | 0                         | 0                 | [ 185 ] |

| Región                    | País Vasco | Castilla y León | Andalucía | Comunidad Valenciana | Madrid | Cataluña | Navarra | ref     |
| ------------------------- | ---------- | --------------- | --------- | -------------------- | ------ | -------- | ------- | ------- |
| Abortos totales           | 3390       | 2615            | 18032     | 8273                 | 16537  | 18181    | 901     | [ 187 ] |
| Europa                    | 2185       | 2236            | 15402     | 6630                 | 9411   | 11790    | 557     | [ 187 ] |
| España                    | 2000       | 1949            | 13504     | 5633                 | 7570   | 10538    | 467     | [ 187 ] |
| Resto de la Unión Europea | 162        | 281             | 1695      | 829                  | 1670   | 975      | 75      | [ 187 ] |
| El resto de Europa        | 23         | 6               | 203       | 168                  | 171    | 277      | 15      | [ 187 ] |
| África                    | 283        | 62              | 1047      | 327                  | 684    | 1305     | 45      | [ 187 ] |
| África del Norte          | 118        | 50              | 829       | 253                  | 367    | 970      | 24      | [ 187 ] |
| África subsahariana       | 165        | 12              | 218       | 74                   | 317    | 335      | 21      | [ 187 ] |
| Resto de África           | 0          | 0               | 0         | 0                    | 0      | 0        | 0       | [ 187 ] |
| América                   | 844        | 292             | 1331      | 1100                 | 5681   | 4224     | 280     | [ 187 ] |
| América del norte         | 7          | 3               | 13        | 6                    | 54     | 63       | 2       | [ 187 ] |
| Centroamérica y el Caribe | 185        | 84              | 177       | 106                  | 1100   | 980      | 59      | [ 187 ] |
| Sudamérica                | 652        | 205             | 1140      | 988                  | 4527   | 3181     | 219     | [ 187 ] |
| Resto de América          | 0          | 0               | 1         | 0                    | 0      | 0        | 0       | [ 187 ] |
| Asia                      | 75         | 25              | 251       | 215                  | 761    | 843      | 19      | [ 187 ] |
| Oceanía                   | 0          | 0               | 1         | 1                    | 0      | 4        | 0       | [ 187 ] |
| Desconocida               | 3          | 0               | 0         | 0                    | 0      | 15       | 0       | [ 187 ] |

| Región                  | Total | País Vasco | Castilla y León | Andalucía | Valencia | Madrid | Cataluña | Navarra | Ref     |
| ----------------------- | ----- | ---------- | --------------- | --------- | -------- | ------ | -------- | ------- | ------- |
| Total IVE               | 94796 | 3390       | 2615            | 18032     | 9273     | 16537  | 18181    | 901     | [ 188 ] |
| Dilatación y evacuación | 11073 | 86         | 2274            | 115       | 1102     | 3721   | 610      | 25      | [ 188 ] |
| Dilatación y aspiración | 68074 | 1615       | 518             | 16305     | 5701     | 12185  | 10184    | 533     | [ 188 ] |
| Midepristona            | 15768 | 1665       | 131             | 1102      | 1869     | 173    | 7045     | 314     | [ 188 ] |
| Prostaglandinas         | 13484 | 1375       | 31              | 866       | 957      | 321    | 7146     | 330     | [ 188 ] |
| Otro método/desconocido | 1412  | 43         | 11              | 476       | 207      | 150    | 218      | 7       | [ 188 ] |

| Año                 | 2022  | 2021  | 2020  | 2019  | 2018  | 2017  | 2016  | 2015  | 2014  | Ref             |
| ------------------- | ----- | ----- | ----- | ----- | ----- | ----- | ----- | ----- | ----- | --------------- |
| Comunidad de Madrid | 12,89 | 11,90 | 10,94 | 13,05 | 12,74 | 13,07 | 12,51 | 12,54 | 12,58 | [ 192 ] [ 193 ] |
| Total (España)      | 11,68 | 10,70 | 10,33 | 11,53 | 11,12 | 10,51 | 10,36 | 10,40 | 10,46 | [ 192 ]         |

### Pedro Sánchez (2018-presente)
Mientras que las regiones de Galicia y Cataluña aprovecharon la pandemia de covid-19 y el confinamiento relacionado para intentar reducir algunos de los problemas relacionados con el acceso al aborto, la Comunidad de Madrid fue en la dirección opuesta. El Gobierno regional modificó en 2021 la Orden 340/2017 intentando reconocer al feto como persona jurídica. En el período comprendido entre 2019 y 2022, que incluyó lo peor de la pandemia de covid-19 y las posteriores restricciones de viaje, la sanidad pública derivó ocasionalmente a mujeres que necesitaban un aborto a otras regiones para someterse al procedimiento. En 2020, el 0,10% de las mujeres residentes en Madrid en la sanidad pública que solicitaron un aborto, once en total, fueron derivadas a clínicas privadas de otras regiones.
El Tribunal Constitucional obligó en 2021 a la Región de Murcia a indemnizar a una mujer que en 2014 se vio obligada a viajar a otra región para abortar. El fallo del tribunal fue que al obligarla a viajar a otra región, en este caso Madrid, se vulneraban los derechos fundamentales de la mujer.

#### Impacto de las reformas de la ley nacional del aborto de 2022 en la Comunidad de Madrid
Del 2 de marzo de 2022 al 10 de abril de 2022, la asociación católica 40 días para la vida organizó eventos fuera de los centros de salud que realizaban interrupciones voluntarias del embarazo en ciudades de toda España, incluida Madrid. Lo hicieron a pesar de un cambio en el Código Penal aprobado el 3 de febrero de 2022 que castigaba a las personas que acosen a mujeres que busquen servicios para abortar. El castigo por acosar a las mujeres en esta nueva ley incluye penas de prisión.
Con un cambio de ley propuesto en 2022 que criminalizaría a los activistas contra los derechos del aborto que acosen a mujeres que busquen obtener una interrupción voluntaria del embarazo en un centro de atención médica, el grupo Asociación Católica de Propagandistas (ACdP) lanzó una campaña de carteles en treinta y tres ciudades de España en enero de 2022. Esto incluyó carteles en el Metro de Madrid.
El Ministerio de Igualdad envió una carta al gobierno regional en mayo de 2023 para recordarle que los cambios en la ley del aborto en febrero de 2022 implicaban que todos los hospitales públicos deben contar con médicos que estén dispuestos a realizar un aborto y que las unidades de ginecología de estos hospitales no pueden contar únicamente con objetores de conciencia. El Ministerio de Igualdad dijo al gobierno regional que, si era necesario, debía contratar médicos que realizaran procedimientos de interrupción voluntaria del embarazo si no hubiera ninguno en plantilla. La ley establece que se garantiza a las mujeres el acceso a servicios para abortar hasta la semana catorce en un centro de salud público cercano a su hogar.
Más Madrid presentó una denuncia ante el Defensor del Pueblo de Madrid el 29 de junio de 2022 tras el caso de Marta Vigara, que acudió a urgencias del Hospital Clínico San Carlos con una rotura de placenta y le negaron el aborto porque todo el equipo de ginecólogos que había allí eran objetores de conciencia.

#### Estadísticas
En 2019, la tasa de interrupciones voluntarias del embarazo por cada 1.000 mujeres residentes de 15 a 44 años fue de 13,05. El año anterior, en 2018, la tasa fue del 12,74. La media nacional en España en 2019 fue de 11,53 y en 2018 fue de 11,12. En 2020 se realizaron 14.254 abortos en la Comunidad de Madrid. Tres se hicieron en la snaidad pública. En 2020, las comunidades autónomas con mayor porcentaje de abortos realizados en clínicas privadas fueron Castilla y León con un 82,5%, Castilla-La Mancha con un 99,9% y Madrid, Extremadura y Murcia con un 100%. Las estadísticas oficiales del Ministerio de Sanidad informan que en 2020 se realizaron 14.251 abortos en Madrid.
En 2021, la comunidad autónoma con mayor porcentaje de interrupción voluntaria del embarazo en mujeres de 15 a 44 años fue Cataluña, seguida de Madrid e Islas Baleares. En 2020, el 3,2% de los 16.466 abortos realizados en la región se realizaron por malformaciones fetales graves. Ese año, el 75% de los abortos realizados en la Comunidad de Madrid se costearon con financiación pública.
En 2021, aproximadamente el 1,19% del total de mujeres de 15 a 44 años de la región tuvieron una interrupción voluntaria del embarazo. En 2022, hubo 12,89 interrupciones voluntarias del embarazo por cada 1.000 mujeres en la región. En 2022 se produjeron 1.527 interrupciones voluntarias del embarazo en mujeres menores de 20 años.
| Año  | # de denegaciones | # de aprobaciones | Ref             |
| ---- | ----------------- | ----------------- | --------------- |
| 2020 | 6                 | 35                | [ 203 ]         |
| 2021 | 5/8               | 32/29             | [ 203 ] [ 204 ] |
| 2022 | 9                 | 16                | [ 203 ]         |

| CCAA                 | % de denegaciones | % de aprobaciones | Ref     |
| -------------------- | ----------------- | ----------------- | ------- |
| Galicia              | 25.0              | 75.0              | [ 203 ] |
| Murcia               | 22.2              | 77.8              | [ 203 ] |
| Cataluña             | 18.2              | 81.8              | [ 203 ] |
| Extremadura          | 16.7              | 83.3              | [ 203 ] |
| Madrid               | 14.6              | 85.4              | [ 203 ] |
| Islas Canarias       | 9.1               | 90.9              | [ 203 ] |
| Andalucía            | 8.6               | 91.4              | [ 203 ] |
| Comunidad Valenciana | 3.3               | 96.7              | [ 203 ] |
| La Rioja             | 0.0               | 100.0             | [ 203 ] |